# アイオワ州
座標: 北緯42度 西経93度 / 北緯42度 西経93度

アイオワ州
State of Iowa

州の愛称: 鷹の目の州
The Hawkeye State

アイオワ州（アイオワしゅう、英: State of Iowa [ˈaɪəwə, ˈaɪ.oʊə] ( 音声ファイル)）は、アメリカ合衆国中西部に位置し、「アメリカのハートランド（中心地）」と呼ばれる州。1846年12月28日にアメリカ合衆国29番目の州となった。アメリカ合衆国50州の中で、陸地面積では第26位、人口では第31位である。州都かつ人口最大の都市はデモインで、「アイオワ」という名前はヨーロッパ人がこの地域に探検に入った時代に、数多く住んでいたインディアン部族の中のアイオワ族から採られた。その意味は、インディアン部族のスー族の言葉で「眠たがり」という意味である。アイオワ州法によって、アメリカ合衆国大統領選挙の前哨戦である大統領候補指名党員選挙を、全国に先駆けて行うことが定められている。したがって、アイオワ州党員選挙は大統領選挙の初戦としての位置付けにあり、大統領選挙の際には世界的に注目される。なお、アイオワ州党員選挙にて敗北した候補者が大統領に就任した例は少なく、「アイオワを制する者が大統領選挙を制する」とも言われている。
アイオワ州となった地域はフランスのヌーベルフランスと呼ばれた植民地に属していた。アメリカ合衆国によるルイジアナ買収後、開拓者が農業に基づく経済の基礎を作り、「コーンベルト」と呼ばれる地域の中心になった。「世界の食糧の首都」と呼ばれることも多い。20世紀の後半に農業経済から、先進的製造、加工、金融、バイオテクノロジー、再生可能エネルギーなど多様な経済分野に移行してきた。生活するには安全な州として位置づけられてきている。
| 家庭で話される言語（アイオワ州） 2010 | 家庭で話される言語（アイオワ州） 2010 | 家庭で話される言語（アイオワ州） 2010 | 家庭で話される言語（アイオワ州） 2010 | 家庭で話される言語（アイオワ州） 2010 |
| ------------------------------------- | ------------------------------------- | ------------------------------------- | ------------------------------------- | ------------------------------------- |
|                                       |                                       |                                       |                                       |                                       |
| 英語                                  | 英語                                  |                                       | 93.19%                                | 93.19%                                |
| スペイン語                            | スペイン語                            |                                       | 3.76%                                 | 3.76%                                 |

| 人種構成（アイオワ州） 2010 | 人種構成（アイオワ州） 2010 | 人種構成（アイオワ州） 2010 | 人種構成（アイオワ州） 2010 | 人種構成（アイオワ州） 2010 |
| --------------------------- | --------------------------- | --------------------------- | --------------------------- | --------------------------- |
|                             |                             |                             |                             |                             |
| 白人                        | 白人                        |                             | 88.7%                       | 88.7%                       |
| ヒスパニック                | ヒスパニック                |                             | 5.0%                        | 5.0%                        |
| 黒人                        | 黒人                        |                             | 2.9%                        | 2.9%                        |
| アジア系                    | アジア系                    |                             | 1.7%                        | 1.7%                        |
| インディアン                | インディアン                |                             | 0.4%                        | 0.4%                        |
| 混血                        | 混血                        |                             | 1.8%                        | 1.8%                        |

## 歴史

### 前史時代

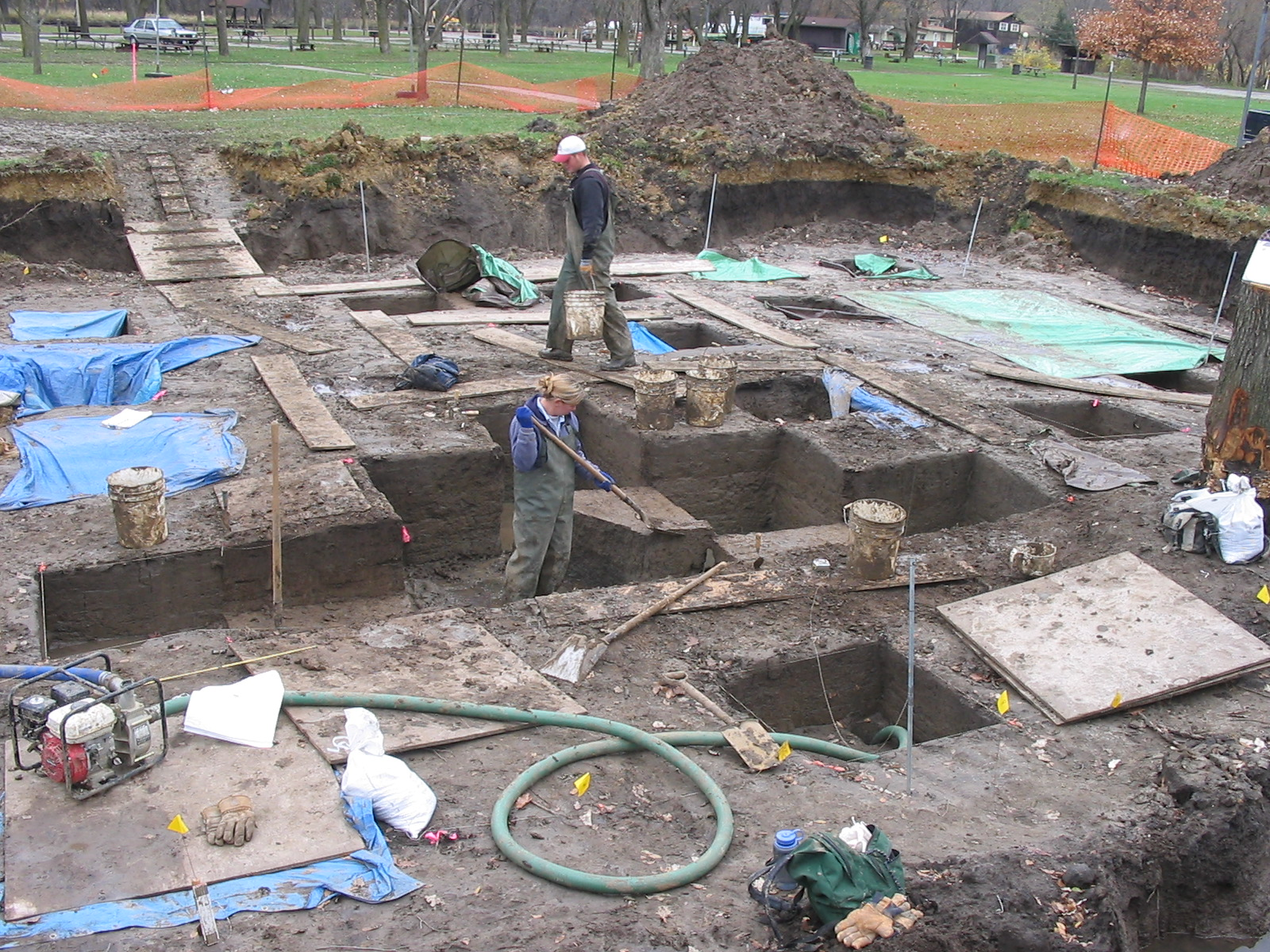
エッジウォーターパーク遺跡の発掘、3,800年前のものとされている

現在のアイオワ州には13,000年前に先住民族が現れており、更新世の氷河作用を受ける環境の中で狩猟採集型の生活を送っていた。ヨーロッパ人探検家がアイオワを訪れたときまでに、インディアンの多くは複雑な経済、社会、政治の仕組みを持つ定住型農耕民となっていた。この転換は緩りと進行していた。古代（10,500年から2,800年前）、インディアンは土地の環境や生態系に適応し、人口が増えるにつれて定住型に変わってきた。
古代後期にあたる3,000年以上前、インディアンは植物を栽培するようになった。その後のウッドランド期には農業や社会的仕組みへの依存度が増し、マウンド、土器および特化された生活手段が増えた。西暦900年ごろからの後期前史時代、トウモロコシの栽培が増え、社会的な変化によって繁栄し中核のある集落ができていった。
ヨーロッパからの交易品と疫病が入ってくるようになると、劇的に人口が減少し、新参の部族やヨーロッパ人初期探検家と交易業者によって経済と社会が激変した。ヨーロッパ人による初期探検の時代には、アイオワに多くのインディアン部族が住んでいた。前史時代のオネオタ族の子孫とされるのは、ダコタ族、ホーチャンク族、アイオウェイ族、オトー族などである。前史時代後期あるいは有史初期にこの地域に入ってきた部族としては、イリニウェク族、メスクワキ族、オマハ族、ソーク族などがいた。

### 探検と交易の時代（1673年 - 1808年）

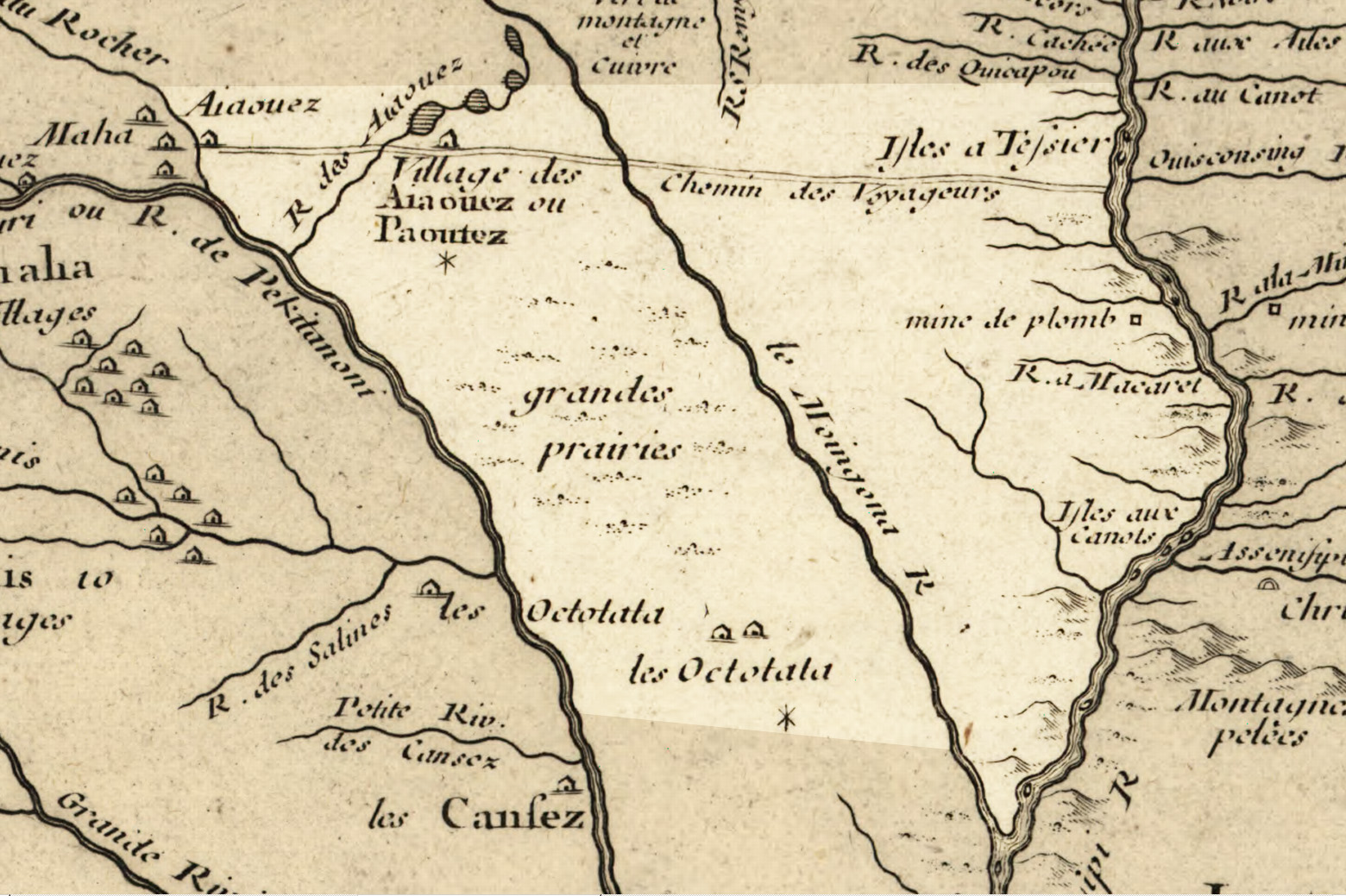
1718年のアイオワ州、現在の州域をハイライトで示す

この地域を訪れたことが記録されている最初のヨーロッパ人は、1673年にミシシッピ川の探検をしていたケベック出身のフランス人ルイ・ジョリエと、彼と行動を共にしたフランス人宣教師ジャック・マルケットだった。彼等はアイオワ側の岸にあった幾つかのインディアン集落について記録を残した。アイオワを含む地域はフランス領とされ、1763年までフランス領ルイジアナと呼ばれた。フランスはフレンチ・インディアン戦争の敗色が濃くなったこの年に、同盟国であるスペインにルイジアナを譲渡した。スペインはアイオワの地域に大変緩やかな支配しか行わず、フランス人やイギリス人の交易業者に交易の免許を与えたので、ミシシッピ川やデモイン川の岸に交易拠点が造られた。
ヨーロッパ人交易業者はインディアンから得られる鉛と毛皮に興味を抱いた。18世紀後半から19世紀前半にかけて、ソーク族やメスクワキ族がミシシッピ川流域の交易を事実上支配した。ヨーロッパ人交易業者にはジュリアン・デュビューク、ロベール・ラ・サール、ポール・マランなどがいた。1808年以前にミズーリ川沿いには少なくとも5か所にフランス人とイギリス人による交易所ができていた。1800年、フランスのナポレオン・ボナパルトがサンイルデフォンソ条約で、スペインからこの地域の支配権を取り戻した。
1803年のルイジアナ買収の後、アイオワはアメリカ合衆国の支配下となった。1805年にゼブロン・パイクがアイオワ大半の地図を制作したが、マディソン砦を建設したのは1808年になってからであり、アメリカ合衆国はようやくなんとか地域の軍事的支配を行うようになった。

### 米英戦争と不安定なアメリカ支配

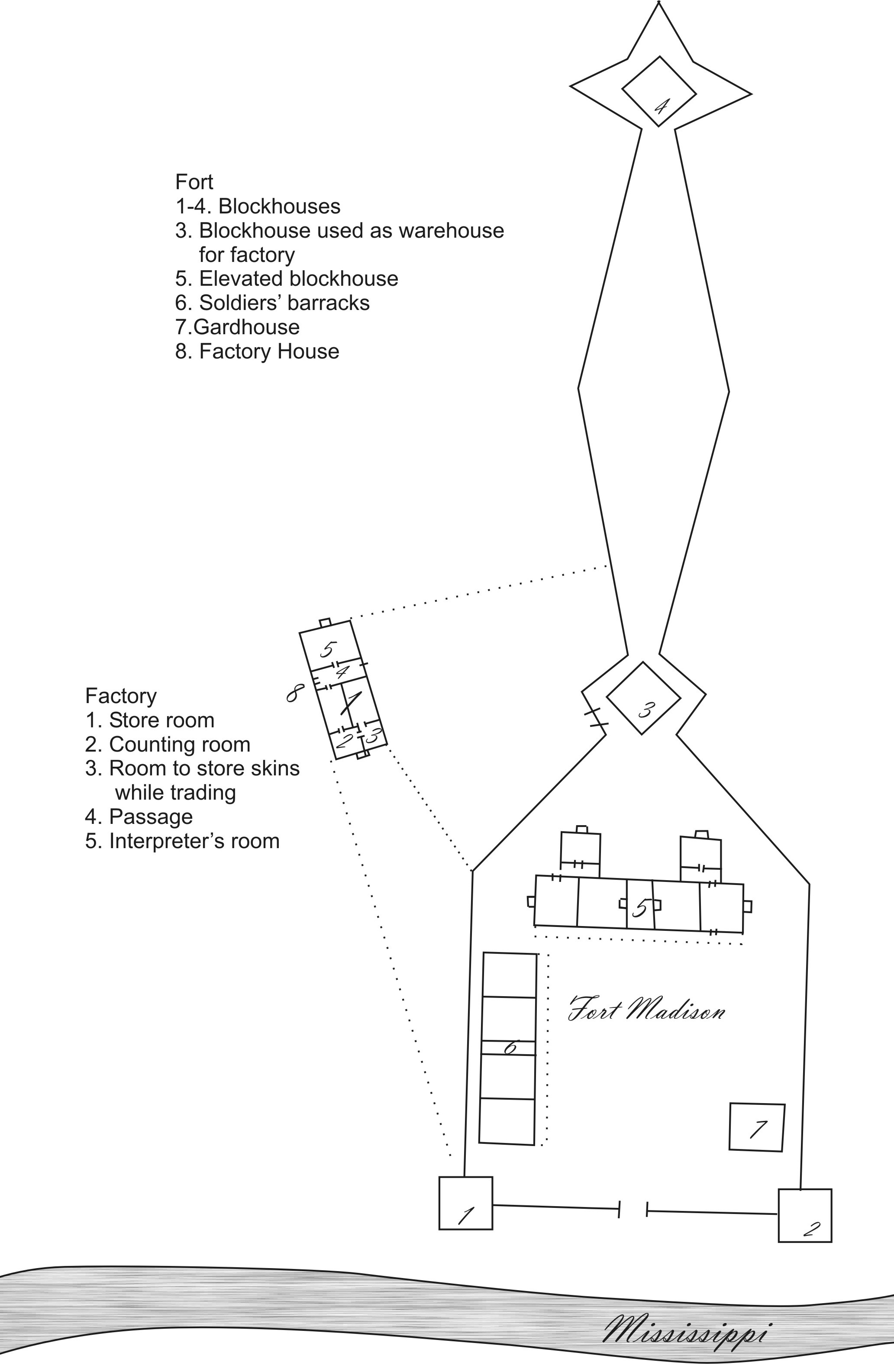
マディソン砦の平面図、1810年

マディソン砦はミシシッピ川上流域での交易の支配とアメリカ合衆国の存在誇示のために建設されたが、お粗末な設計によっており、まだイギリスと同盟しており地域の領有権を放棄してはいなかったソーク族やホーチャンク族には嫌われた。米英戦争中の1813年、マディソン砦はイギリスに支援されたインディアンに落とされ、ウィスコンシンのプレーリードゥシェンにあったシェルビー砦もイギリス軍に落とされた。ソーク族のブラック・ホーク酋長がマディソン砦の包囲戦に加わった。
米英戦争の終戦後、アメリカ合衆国はイリノイにアームストロング砦、ミネソタにスネリング砦、ネブラスカにアトキンソン砦を構築して地域支配を取り戻した。

### インディアンの排除（1814年 - 1832年）

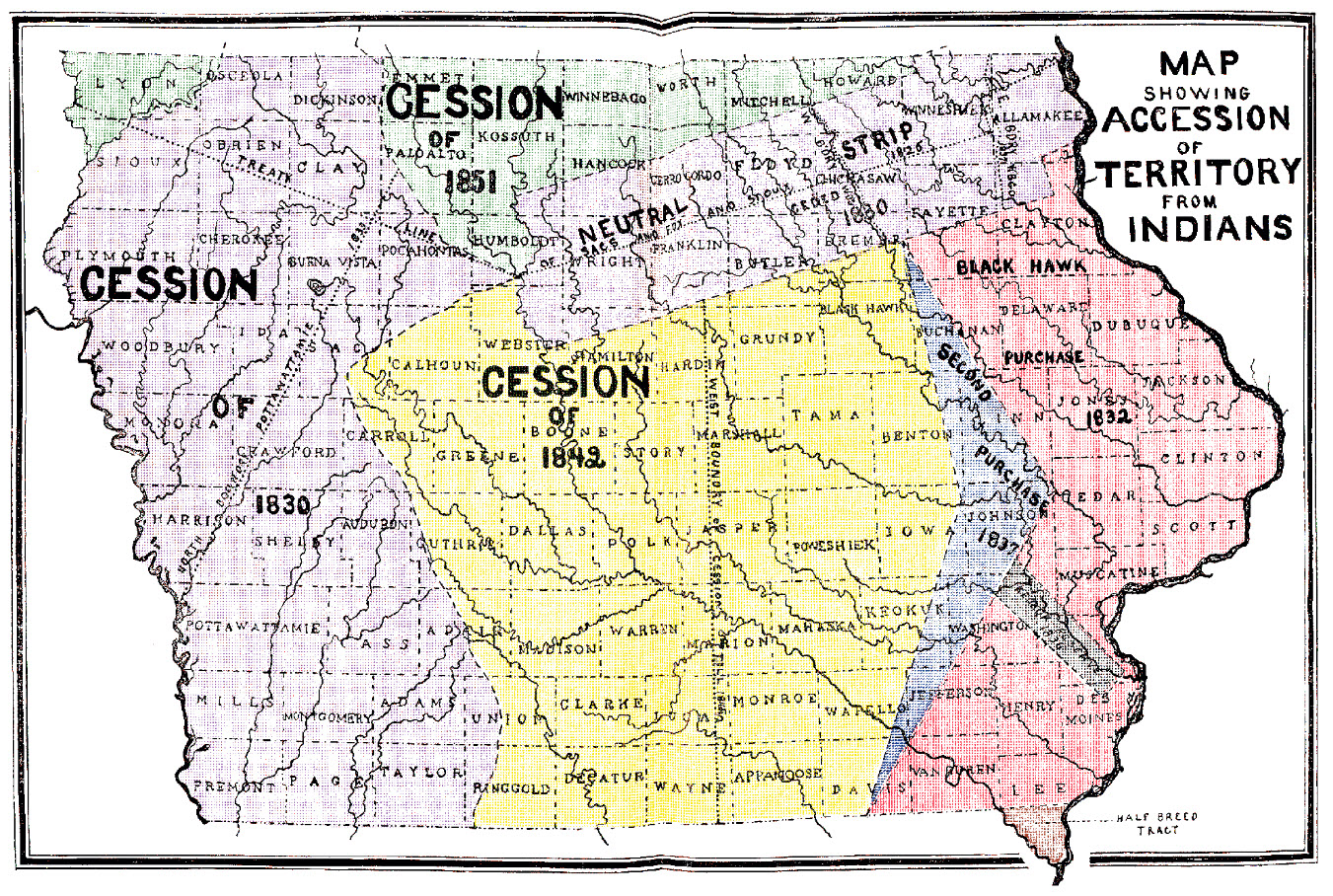
アイオワのインディアン領土獲得の図

アメリカ合衆国はミシシッピ川東岸への入植を奨励し、インディアンの西方への移住を進めた。毛皮と鉛の交易は続いていたが、疫病とインディアンの強制移住によってその文化と経済を破壊していった。1804年にソーク族の酋長カシュカメとウィリアム・ハリソンの間に結ばれたイリノイ領土の大半をアメリカ合衆国に譲渡する条約は、多くのソーク族を怒らせ、1832年のブラック・ホーク戦争に繋がった。蜂起に対する懲罰として、またより大きな開拓戦略の一部として、その後の条約でアイオワから全てのインディアンを追い出すように図られた。
ソーク族とメスクワキ族は、1832年にミシシッピ川流域から、1843年にアイオワ川流域から、さらに1846年にはアイオワ全体から追い出された。メスクワキ族の多くは後にアイオワに戻ってきてタマ近くに落ち着いた。メスクワキ族の集落は今日も残っている。1856年、アイオワ州議会は、メスクワキ族が土地を購入することを認める前例のない法を成立させた。通常のインディアンにそのようなことを認めることは無かった。ホーチャンク族は1850年にアイオワから追い出され、ダコタ族は1850年代後半に排除された。現在のカウンシルブラフス市周辺のアイオワ州西部は、ポタワトミ族など他の部族が西方に移動するための中継点として使われた。

### アメリカ人による開拓と州昇格（1832年 - 1860年）

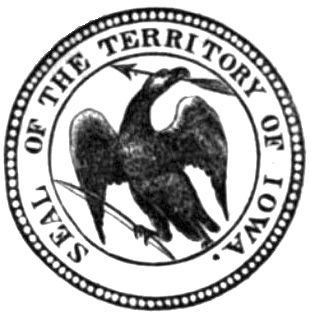
アイオワ準州章

アイオワに公式にアメリカ合衆国の開拓者が入ったのは1833年だった。彼等は主に家族を連れてオハイオ州、ペンシルベニア州、ニューヨーク州、インディアナ州、ケンタッキー州、バージニア州などから移ってきた。ミズーリ準州の一地区となったアイオワは、以後、ミシガン準州、ウィスコンシン準州を経て、1838年7月4日、アメリカ合衆国議会がアイオワ準州を設立した。マーティン・ヴァン・ビューレン大統領がロバート・ルーカスを準州知事に指名した。当時のアイオワは22の郡があり、人口23,242人だった。
準州になるのとほとんど同時に州昇格を求める声が興った。1846年12月28日、ジェームズ・ポーク大統領がアイオワの編入法に署名して、アイオワは合衆国29番目の州に昇格した。この昇格と同じころに境界論争も解決され、その領土はインディアンから購入したものが大半だった。アイオワ州は発展計画に取りかかり、若いフロンティアの州の肥沃な農業用地、素晴らしい市民、自由で開放的な社会および良い政府を宣伝して、開拓者と投資家を惹き付ける組織的な運動を行った。
アイオワ州では昔から州祭や郡祭が行われている。第1回と第2回のアイオワ州祭はフェアフィールドのより開発の進んだ州東部で開催された。第1回は1854年10月25日から27日に開催され、費用は約323ドルだった。その後会場は州中央部に近付いていき、1886年からは州都デモインで開催されるようになった。1898年は米西戦争が起こり、ネブラスカ州オマハでトランス・ミシシッピ博覧会が開催されたので、州祭の開催は見送られたが、これ以外は毎年続いていた。さらに第二次世界大戦の1942年から1945年にも中断された。

### 南北戦争（1861年 - 1865年）
アイオワは、1860年の大統領選挙ではエイブラハム・リンカーンを強く推し、南北戦争でも北軍を支持した。その一方で、南部出身の開拓者やカトリック教徒の中には「カッパーヘッド」（アメリカマムシ）と呼ばれた強い反戦の動きがあった。州内で戦闘は無かったが、クロトンからデモイン川対岸のミズーリ州アセンズでは、1861年に戦闘があり、砲弾が州内に着地した。アイオワ州からは多くの食料が北軍や東部の都市に送られた。アイオワ州が北軍を支持したのは、戦時に知事を務めたサミュエル・カークウッドの功績によるとされている。当時の人口675,000人から約116,000人が軍務に就いた。南北を問わず他州よりも大きな比率で志願兵となり、75,000人が兵役に就いて、南軍がアポマトックスで降伏するまでに、その6分の1が戦死した。
多くの兵はミシシッピ川流域戦線や南部での大きな作戦で戦った。ミズーリ州でのウィルソンズ・クリークの戦い、アーカンソー州でのピーリッジの戦い、ヘンリー砦とドネルソン砦、シャイロー、チャタヌーガ、チカマウガ、ミッショナリーリッジ、ロスビルギャップ、さらにはビックスバーグ、イウカ、コリンスと戦いが続いた。バージニア州ではポトマック軍に入り、シェナンドー・バレーではフィリップ・シェリダン将軍の下で戦った。多くの兵がアンダーソンビルで戦死し、埋葬された。ナサニエル・バンクス将軍が率いたレッド川方面作戦にも参加した。アイオワ州出身の27人の兵士が、アメリカ合衆国議会の贈る最高の軍事勲章である名誉勲章を贈られ、南北戦争では初めてのものだった。
アイオワ州からはグレンビル・メレン・ドッジ、サミュエル・R・カーティス、フランシス・J・ヘロン、フレデリック・スティールといった4人の少将やその他の准将を輩出し、戦後は彼等が州内や国内で傑出した存在になった。

### 農業の発展（1865年 - 1930年）

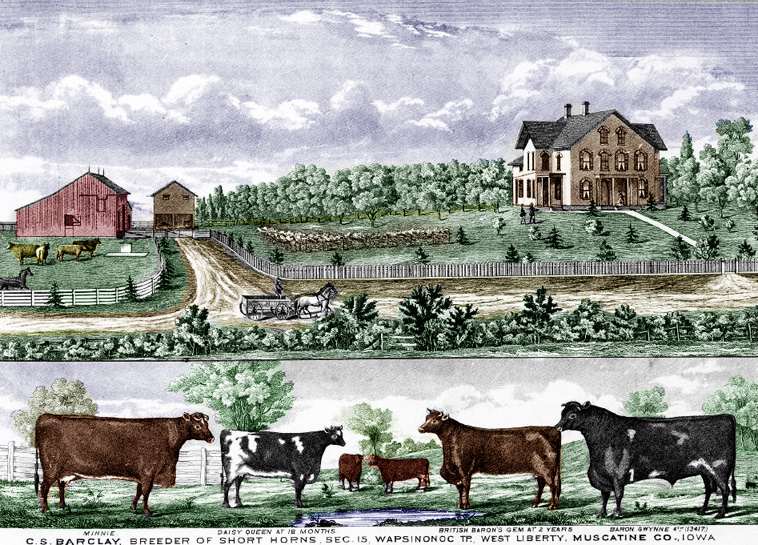
1875年のアイオワ州農園

南北戦争後、アイオワ州の人口は劇的に増加した。1860年に674,913人だったのが、1870年には1,194,020人となった。1850年代と1860年代に鉄道が開通し、アイオワ州は主要な農業生産州になった。
1917年、アメリカ合衆国は第一次世界大戦に参入し、アイオワ州は戦時経済を経験した。農夫にとってこの変化は重要だった。1914年に戦争が始まった時から、農夫は経済的繁栄を味わっていた。他の産業分野でもかなりの変化が進行した。1870年代に始まった農業関連の産業に加えて、事業や製造業の数が次第に増えていった。

### 世界恐慌、第二次世界大戦、製造業の興隆（1930年 - 1985年）
農業経済から複合経済への移行は緩りだった。世界恐慌と第二次世界大戦がその動きを加速させ、小農から大規模農業に変わり、都市化の動きが始まり現在も続いている。第二次世界大戦以降、特に製造業が増えた。農業は依然として州最大の産業だったが、冷蔵庫、洗濯機、万年筆、農業機械、加工食品など様々な製品も製造され始めた。
1980年代の農場危機によって州内が大きな不況となり、世界恐慌以来の貧窮を生み出した。この危機で州人口が減り始め、10年間は続いた。

### 複合経済としての再出発（1985年 - 現在）
1980年代を底として、アイオワ州経済は農業への依存を徐々に脱し、現在は製造業、バイオテクノロジー、金融、保険、および行政サービスの複合的な様相になっている。州人口は国内平均よりも高い成長率を示している。人口は圧倒的に都市部に偏っている。

## 地理

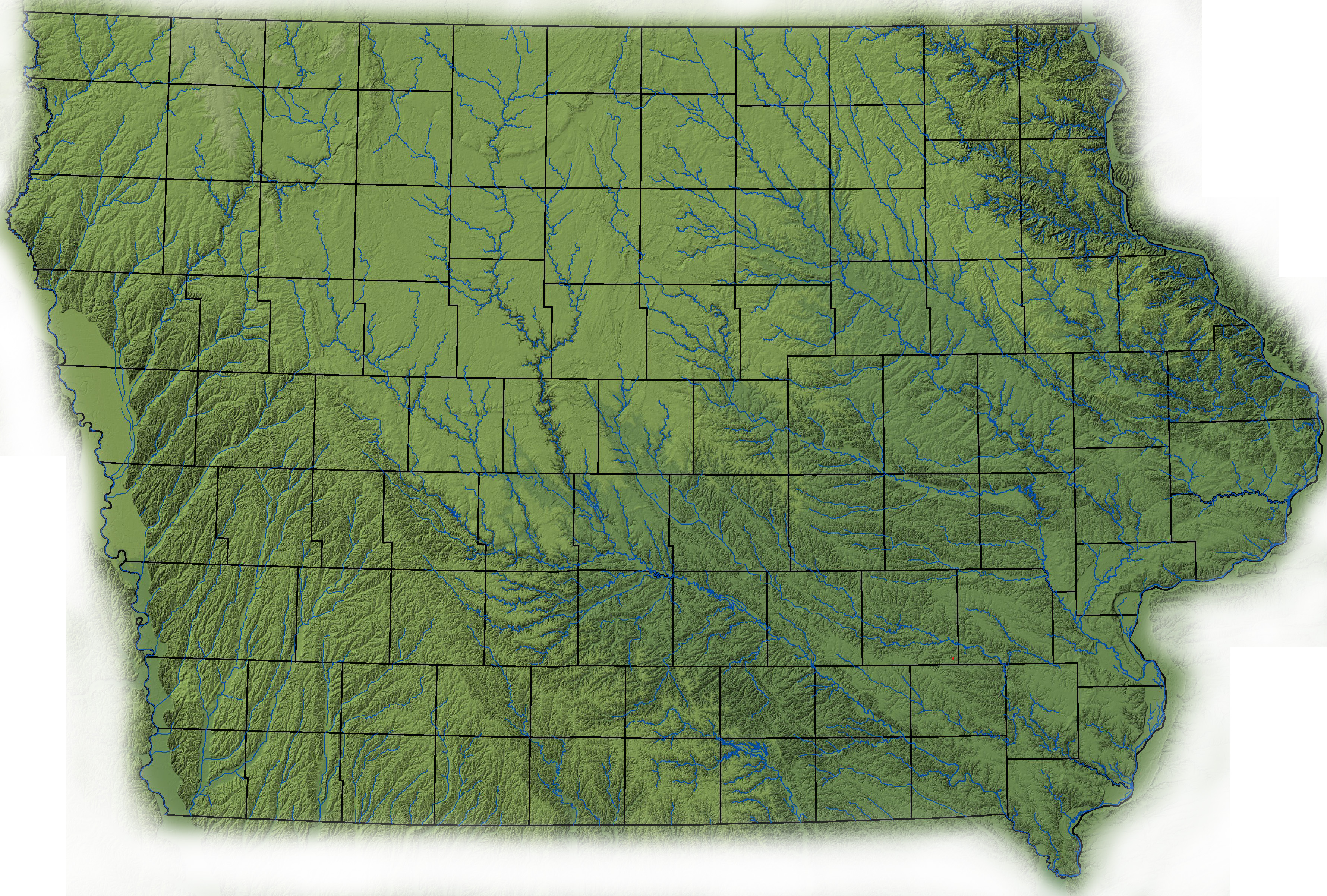
アイオワ州の地形図、郡と主要河川が見られる

### 州境
アイオワ州は北にミネソタ州、西にネブラスカ州及びサウスダコタ州、南にミズーリ州、東にウィスコンシン州及びイリノイ州と接している。
ミシシッピ川が東の州境となっている。一方、西の州境はスーシティより南ではミズーリ川、北ではビッグスー川の流路を以ってそれぞれ定められている。北の州境は河川の流路や山の稜線などの自然物ではなく、北緯43度30分で直線的に決められている。南の州境はデモイン川と北緯40度35分にほぼ沿ってはいるが完全に直線ではない線となっている。これは1839年の「ハニー戦争」と呼ばれたミズーリ州とアイオワ州の間の州境紛争が膠着化した後に、1849年のアメリカ合衆国最高裁判所による「ミズーリ州対アイオワ州事件」判決で決着したものである。東西の州境が完全に河川で構成されていることでは全米唯一の州である。
アイオワ州は99の郡に分割されるが、リー郡のみ2つの郡庁所在地を持つため、郡庁所在地の数は100である。州都デモイン市はポーク郡に位置している。

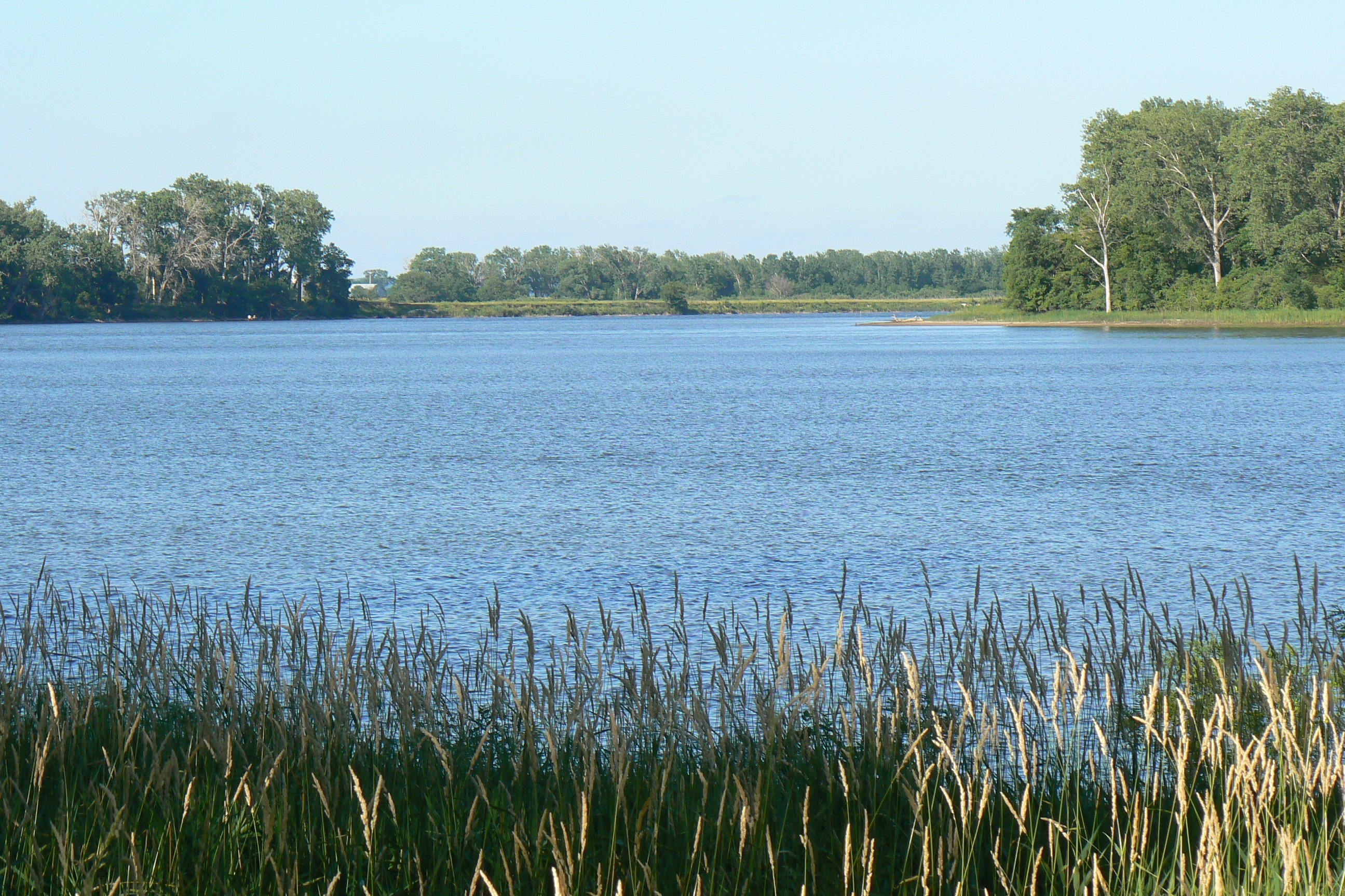
デソト国立野生生物保護区にあるデソト湖

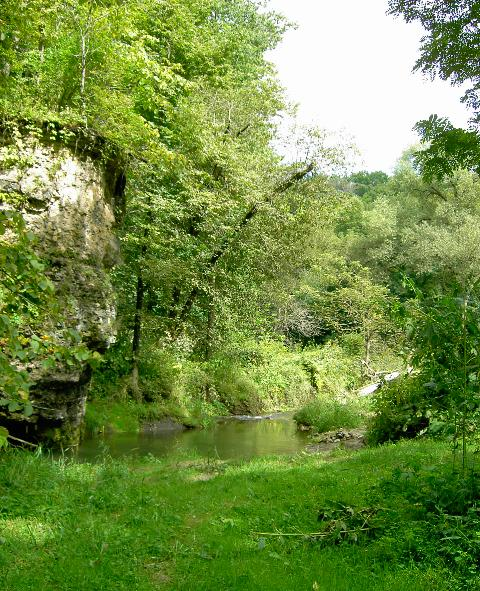
デラウェア郡にあるファウンテンスプリングス公園

### 地質と地形
アイオワ州の岩盤地質は概して西から東に行くに従って年代が古くなる。北欧部の白亜紀の岩盤は7,400万年前のものであり、東部のカンブリア紀の岩盤はおよそ5億年前のものである。
地形は平坦ではなく、うねりのある丘陵で構成されている。アイオワ大学のプライアーは、氷河作用、土壌、地勢、および河川流域によってアイオワ州を8つの地域に分割した。黄土丘陵は西側州境に沿ってあり、そのうち幾つかは数百フィートの深さがある。北東部のミシシッピ川沿いでは、氷河作用を受けていないために漂礫岩のない地帯であり、山岳部の急峻な丘陵や渓谷がある。
最も著名なスピリット湖、ウェストオコボジ湖、及び州北西部のイーストオコボジ湖など（総称してアイオワ・グレイトレイクスと呼ばれる）、州内に幾つかの自然の湖が存在する。東部にはクリア湖がある。人工湖としては、オデッサ湖、セイラービル湖、レッドロック湖、コーラルビル湖、マクブライド湖、ラスバン湖がある。州北西部にはバリンジャー・スロウなどかつて共通の湿地だったところの名残もかなり多く残っている。

### 生態系と環境
自然の植生は高地地域では高草プレーリーとサバンナ、氾濫原や保護された河川流域では深い森と湿地、北部のプレーリーでは深いくぼみのある湿地である。土地の大半は農業に使われ、耕作用地が領域の60%、草原（プレーリーや湿地の牧場や干し草）が30%、森林が7%、都市部と水域が1%となっている。高密度の家畜施設がその数を急速に増やしたために、田園部の水質汚濁と大気質の低下の危険性が高まっている。州内環境を悪化させるその他の要因として、古い石炭焚き火力発電所の広範な利用、農耕用地からの農薬や殺虫剤の流出、およびジョーダン帯水層の消失があげられる。
アイオワ州の自然のままの地域に乏しい。かつて州内の土地の大半を覆っていた高草プレーリーの1%足らずが手つかずで残っている。プレーリー陥没湿地の約5%のみが残り、原生林の大半は失われた。公共用地の保有率は全米第49位である。絶滅が危惧される動物としては、アメリカコアジサシ、フエチドリ、インディアナコウモリ、パリッドチョウザメ、アイオワ更新世リクガイ、ヒギンズアイ・パールイシガイ、トピーカシャイナーがある。絶滅が危惧される植物としては、西プレーリー・サギソウ、東プレーリー・サギソウ、ミードトウワタ、プレーリー・ブッシュクローバー、ノーザンワイルド・トリカブトがある。

### 気候
中西部の大半と同様に湿潤大陸性気候（ケッペンの気候区分Dfa）であり、暑さも寒さも極端に走りやすい。デモインでの年間平均気温は50°F (10 ℃) である。北部ではこの数字が45°F (7 ℃) 以下になり、ミシシッピ川沿いのキオカックでは52°F (11 ℃) となる。冬は厳しく、降雪が多い。
春は異常気象の季節の始まりである。年間の雷雨発生日数は平均約50日である。竜巻は春から夏にかけて多く、年間平均では37回である。2008年には州内で竜巻による死者が12人となり、1968年以降では最悪となり、2001年からの年間発生個数では105個で第2位となった。
夏は暑く、湿度が高い。日中の最高気温は90°F (32 ℃) 近くになることが多く、時には100°F (38 ℃) を超える。平均的な冬には氷点下になり、0°F (-18 ℃) 以下になることもある。過去最高気温は1934年7月20日のキオカックで記録された118°F (48 ℃)、過去最低気温は1996年2月3日にエルケイダーで記録された-47°F (-44 ℃) だった。
| 州内各都市の月別平均最高最低気温 (°F) |       |       |       |       |       |       |       |       |       |       |       |       |
| 都市                                  | 1月   | 2月   | 3月   | 4月   | 5月   | 6月   | 7月   | 8月   | 9月   | 10月  | 11月  | 12月  |
| ダベンポート                          | 30/13 | 36/19 | 48/29 | 61/41 | 72/52 | 81/63 | 85/68 | 83/66 | 76/57 | 65/45 | 48/32 | 35/20 |
| デモイン                              | 31/14 | 36/19 | 49/30 | 62/41 | 72/52 | 82/62 | 86/67 | 84/65 | 76/55 | 63/43 | 48/31 | 34/18 |
| キオカック                            | 34/17 | 39/21 | 50/30 | 63/42 | 73/52 | 83/62 | 87/67 | 85/65 | 78/56 | 66/44 | 51/33 | 33/21 |
| メイソンシティ                        | 24/6  | 29/12 | 41/23 | 57/35 | 69/46 | 79/57 | 82/61 | 80/58 | 73/49 | 60/37 | 43/25 | 28/11 |
| スーシティ                            | 31/10 | 35/15 | 47/26 | 62/37 | 73/49 | 82/59 | 86/63 | 83/63 | 76/51 | 63/38 | 46/25 | 32/13 |
|                                       |       |       |       |       |       |       |       |       |       |       |       |       |

州内の雨量の分布では比較的なだらかな勾配を描いており、南東部の年間雨量は38インチ (970 mm) 以上、北西部は28インチ (710 mm) 未満となっている。夏季に雨が多いのは州内共通である。州内のほぼ中央にあるデモイン市で、4月から9月に年間降水量34.72インチ (882 mm) の3分の2以上が降っており、年間降水量の半分は5月から8月の間に降る。

## 人口動態

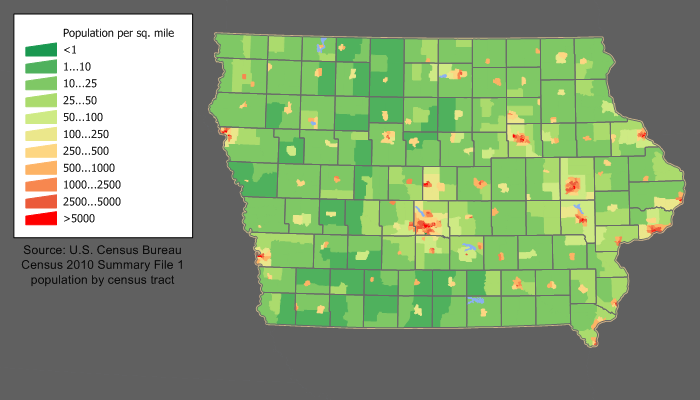
アイオワ州の人口密度図

2020年国勢調査時点のアイオワ州の人口は3,190,369人であり、2010年国勢調査から4.73%の増加だった。国内50州の中で人口では第31位である。
住民の72.2%はアイオワ州内の生まれであり、23.2%はアメリカ合衆国の中の他州生まれ、0.5%はプエルトリコ、アメリカ領島嶼地域生まれ、またはアメリカ人の両親のもとに海外での生まれ、4.1%は外国の生まれだった。
アイオワ州の人口の6.1%は5歳以下であり、22.6%が18歳以下、14.7%が65歳以上である。女性は人口のおよそ50.8%である。州平均の人口密度は52.7人/平方マイル (20.3 人/km2) である。
アイオワ州の人口重心はマーシャル郡マーシャルタウン市付近となっている。

### 人種及び祖先
アイオワ州の人種的な構成は以下の通りである。
- 91.3% 白人（非ヒスパニックでは88.7%）
- 2.9% 黒人
- 1.7% アジア人
- 0.4% インディアン
- 0.1% 太平洋諸島系
- 1.8% 混血
- 5.0% 人種によらずヒスパニック系

州内で申告された祖先による構成比は、ドイツ系 (35.7%)、アイルランド系 (13.5%)、イギリス系 (9.5%)、アメリカ人 (6.6%)、ノルウェー系 (5.7%)だった。

### 田園部から都市部への人口移動
2000年時点でアイオワ州住民の61%は都市部に住んでおり、田園部から都市部に移る傾向は20世紀初期に始まっていた。2000年から2008年の間に都市部人口は8.5%増えたのに対し、田園部人口は4.2%減少した。この人口移動によって、ダラス郡、ジョンソン郡、リン郡、ポーク郡、スコット郡などの都市化郡で人口増加が進み、逆に田園部郡は減少した。
アイオワ州は中西部各州（特にカンザス州、ネブラスカ州、ノースダコタ州、サウスダコタ州）と共に田園部の過疎化を痛感しているが、州人口は1990年ごろから増加している。デニソンやストームレイクのような小さな町では、人口流出を移民労働者で補っている。
もう1つの問題は頭脳流出である。教育を受けた若者はさらに高い教育や就職の機会を求めて他州に出て行く傾向にある。1990年代、単身の教育を受けた若者が他州に出て行く率を見ると、ノースダコタ州に次いで第2位だった。このことは経済的な手詰まりや、残った市民に対するサービスの低下に繋がっている。

### 言語
アイオワ州民の94%が英語を話しており、最も普通に使われる言語である。ウィリアム・ラボフとその同僚による「北アメリカ英語地図」によれば、アイオワ州で話されている英語には2つの大きな地域区分がある。スーシティ、フォートドッジ、ウォータールー各市を含む州北部生まれの者は、北中部アメリカ英語と呼ばれる方言を話す傾向にある。これはノースダコタ州、サウスダコタ州、ミネソタ州、ウィスコンシン州、ミシガン州でも聞かれるものである。カウンシルブラフス、ダベンポート、デモイン、アイオワシティ各市など州中部と南部では、北ミッドランド英語と呼ばれる方言を話す傾向にある。これはネブラスカ州、イリノイ州中部、インディアナ州中部でも聞かれる。
英語に続いてはスペイン語が多く話されている。州内にはヒスパニックあるいはラテン系出身住民が12万人おり、47,000人はラテンアメリカ生まれである。第3位がドイツ語であり、17,000人が話している。ドイツ語にも2つの方言があり、アマナ・コロニー周辺で話されるアマナ・ドイツ語と、アーミッシュの間で話されているペンシルベニアドイツ語である。他の言語話者で州人口の0.5%を超えるものはない。インディアンの言語では、メスクワキ・セトルメント周辺で使われるメスクワキ語がある。

### 宗教

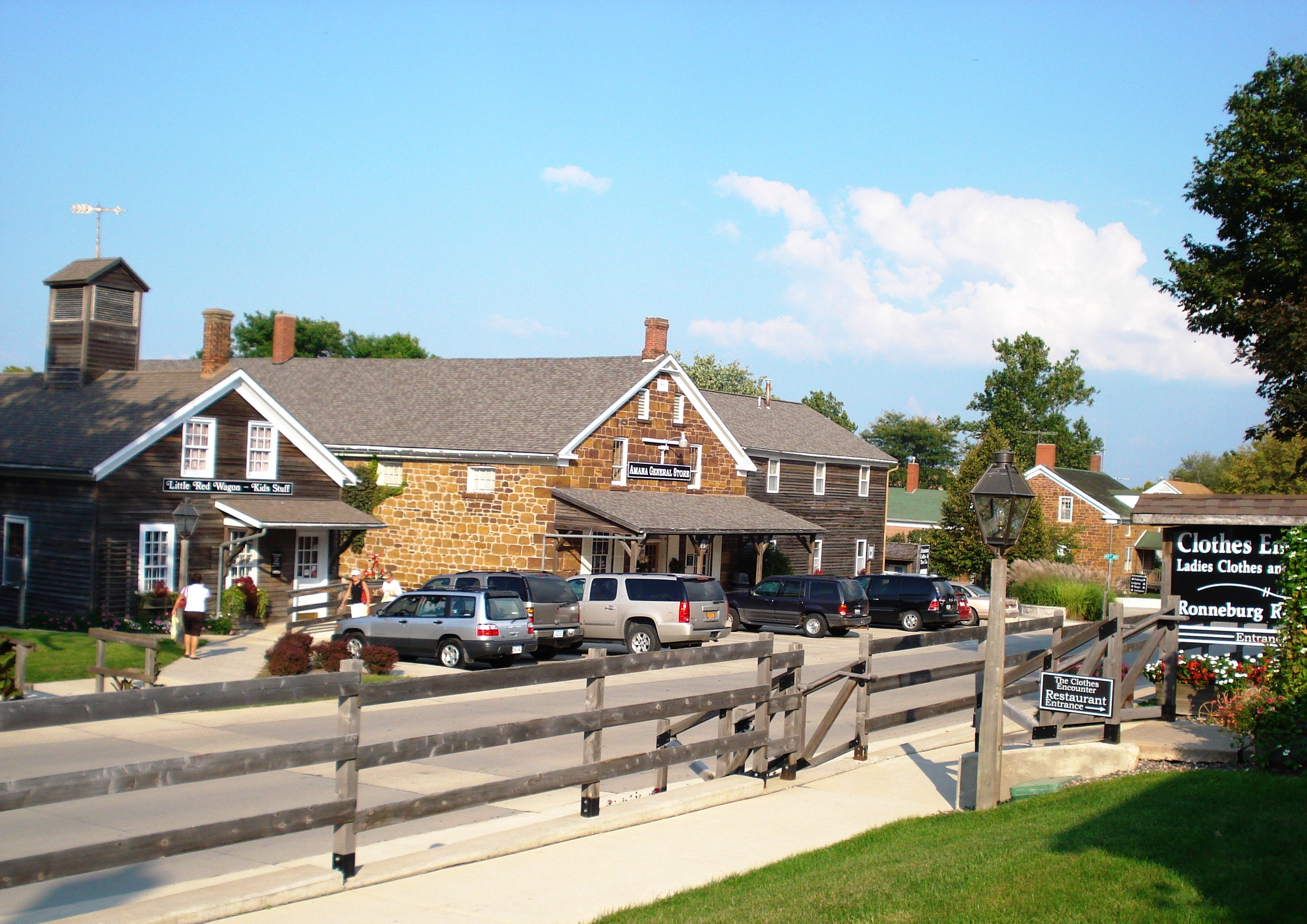
ドイツ出身の敬虔主義（ピエティスト）教徒が設立したアマナ・コロニー

2001年のニューヨーク市立大学による調査では、アイオワ州の住民の宗教的分布は以下の通りである。
- キリスト教 – 76%
  - プロテスタント – 52%
    - ルーテル教会 – 15.5%
    - メソジスト – 14.5%
    - バプテスト – 5%
    - 長老派教会 – 3%
    - 改革派教会 – 2%
    - 会衆派/キリスト合同教会 – 2%
    - 他のプロテスタントまたは一般的なプロテスタント – 10%

  - ローマ・カトリック – 23%
  - 他のキリスト教 – 1%
- 他の宗教 – <1%
- 無宗教 – 13%
- 無回答 - 5%

昔からアーミッシュやメノナイトなど社会から離れて生活することを望む宗教的会派が、カロナの近くや、デイビス郡、ブキャナン郡など州東部に自分達の町を造ってきた。その他の同様な会派として、ウェストブランチやルグランド周辺のクエーカー教徒、アマナ・コロニーを設立したドイツ・ピエティスト、マハリシヴェーディックシティを設立したトランセンデンタル・メディテーション（超越瞑想）追随者、ダビュークに近いニューメルレイ修道院やアワーレディ・オブ・ミシシッピ修道院のシトー修道会修道士、修道女がある。

## インディアン部族

アイオワ・サック&フォックス族の部族国旗。緑と赤はそれぞれの部族を表す色である

アイオワ・サック&フォックス族の保留地は、このタマ郡（赤い部分）の一角にある

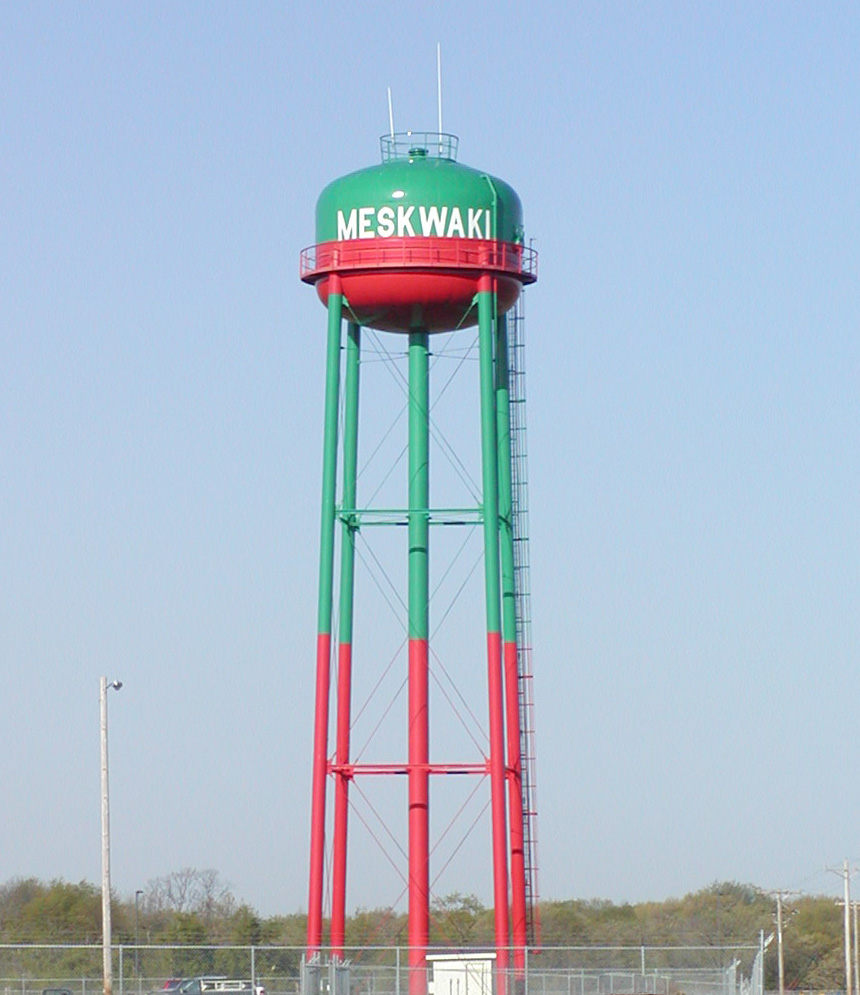
アイオワ・サック&フォックス族の保留地の給水塔

この州に先住したダコタ・スー族、ウィンネバーゴ族（ホーチャンク族）、アイオワ族、オトー族などインディアン部族は、19世紀に他州に強制移住させられた。
現在、「サック&フォックス族」のみがアメリカ連邦政府から公式認定された部族として、同州タマ郡に保留地（Reservation）として「メスクワキ居住地」を領有している。「サック（ソーク）&フォックス族」のサック族は正式には「アサキワキ（黄色い大地の人々）」、「フォックス族」は「メスクワキ（赤い大地の人々）」といい、古来近縁部族として緊密に提携している。彼らはもともと東部森林地帯の部族だが、18世紀初頭から始まるフランス人入植者と合衆国との代理戦争である「フォックス戦争」（1712年 - 1716年、1728年 - 1733年）によって領土を奪われ、「ブラック・ホーク戦争」のあと、1857年に一部がこの州に強制移住させられた。
アイオワ州の「タマ郡」、「タマ市」は、フォックス族の英雄「タイマー」の名にちなんだ名である。

### インディアンと第二次世界大戦
合衆国政府は「インディアン寄宿学校」へのインディアン児童の入学強制でメスクワキ族（フォックス族）の母族語を奪った一方で、1941年1月、27人のフォックス族（当時のアイオワ・フォックス族の人口の16%である）を米軍に徴兵し、ナバホ族やコマンチ族とともに、「暗号話者」として戦争に利用した。フォックス族の部族語が「暗号」として利用されたのは、アフリカ北部戦線における対ドイツ戦だった。ナチス・ドイツはフォックス族の言葉をまったく解読できなかった。

### インディアン・カジノ
隣州のネブラスカ州のインディアン部族、オマハ族とウィンネバーゴ族は、アイオワ州でそれぞれ「インディアン・カジノ」の「カジノマハ（CasinOmaha）」、「鉄の馬のバー&カジノ」を経営している。これは、「インディアン・カジノ」の立地条件を「州政府の管轄外の土地に限る」という「インディアン賭博法」の規定により、アイオワ州に彼らインディアン部族が土地を買い、これを連邦内務省に信託して州の権限の及ばない、内務省が保留した土地（Reservation）とし、そこにカジノを建設したものである。ソーク族とメスクワキ族がメスクワキ・ビンゴ・カジノ・ホテルを経営している。このうちオマハ族の「カジノマハ」は1992年開業の古参カジノであるが、3軒のカジノが近在に建ち、営業不振となっていた。2009年7月に一時閉店となり、オマハ族はカジノ再開を目指している。

## 主要な都市及び町
| 順位 | 都市名             | 人口    |
| ---- | ------------------ | ------- |
| 1    | デモイン           | 214,133 |
| 2    | シーダーラピッズ   | 137,710 |
| 3    | ダベンポート       | 101,724 |
| 4    | スーシティ         | 85,797  |
| 5    | アイオワシティ     | 74,828  |
| 6    | ウェストデモイン   | 68,723  |
| 7    | アンケニー         | 67,887  |
| 8    | ウォータールー     | 67,314  |
| 9    | エイムズ           | 66,427  |
| 10   | カウンシルブラフス | 62,799  |
| 11   | ダビューク         | 59,667  |
| 12   | アーバンデール     | 45,580  |
| 13   | マリオン           | 41,535  |
| 14   | シーダーフォールズ | 40,713  |
| 15   | ベッテンドーフ     | 39,102  |

以下、特に断りの無い限り、人口の数値は全て2020年国勢調査時点のものである。
都市圏人口500,000人以上
- デモイン・ウェストデモイン（都市圏709,466人、広域都市圏860,222人）
  - エイムズ（都市圏125,252人、上記広域都市圏内）
  - ペラ（小都市圏33,414人、上記広域都市圏内）
  - オスカルーサ（小都市圏22,190人、上記広域都市圏内）

都市圏人口100,000-499,999人
- ダベンポート（都市圏384,324人、広域都市圏474,019人）
  - クリントン（小都市圏46,460人、上記広域都市圏内）
  - マスカティン（小都市圏43,235人、上記広域都市圏内）
- シーダーラピッズ（都市圏276,520人、広域都市圏451,939人）
  - アイオワシティ（都市圏175,419人、上記広域都市圏内）
- ウォータールー・シーダーフォールズ（都市圏168,461人）
- スーシティ（都市圏149,940人）

都市圏人口99,999人以下
- ダビューク（都市圏99,266人）
- バーリントン（小都市圏45,297人、広域都市圏103,106人）
  - フォートマディソン・キオカック（小都市圏57,809人、上記広域都市圏内）
- メイソンシティ（小都市圏50,570人）
- マーシャルタウン（小都市圏40,105人）
- フォートドッジ（小都市圏36,999人）
- オタムワ（小都市圏35,437人）
- ストームレイク（小都市圏20,823人）
- キャロル（小都市圏20,760人）
- スペンサー（小都市圏16,384人、広域都市圏34,087人）
  - スピリットレイク（小都市圏17,703人、上記広域都市圏内）
- フェアフィールド（小都市圏15,663人）

主な郊外都市
- アンケニー（デモイン郊外）
- アーバンデール（デモイン郊外）
- ウェストデモイン（デモイン郊外）
- カウンシルブラフス（オマハ郊外）
- ベッテンドーフ（ダベンポート、イリノイ州モリーン、イリノイ州ロックアイランドと共にクアッド・シティズ都市圏を形成する「第4の都市」）
- マリオン（シーダーラピッズ郊外）

### アイオワ州中部

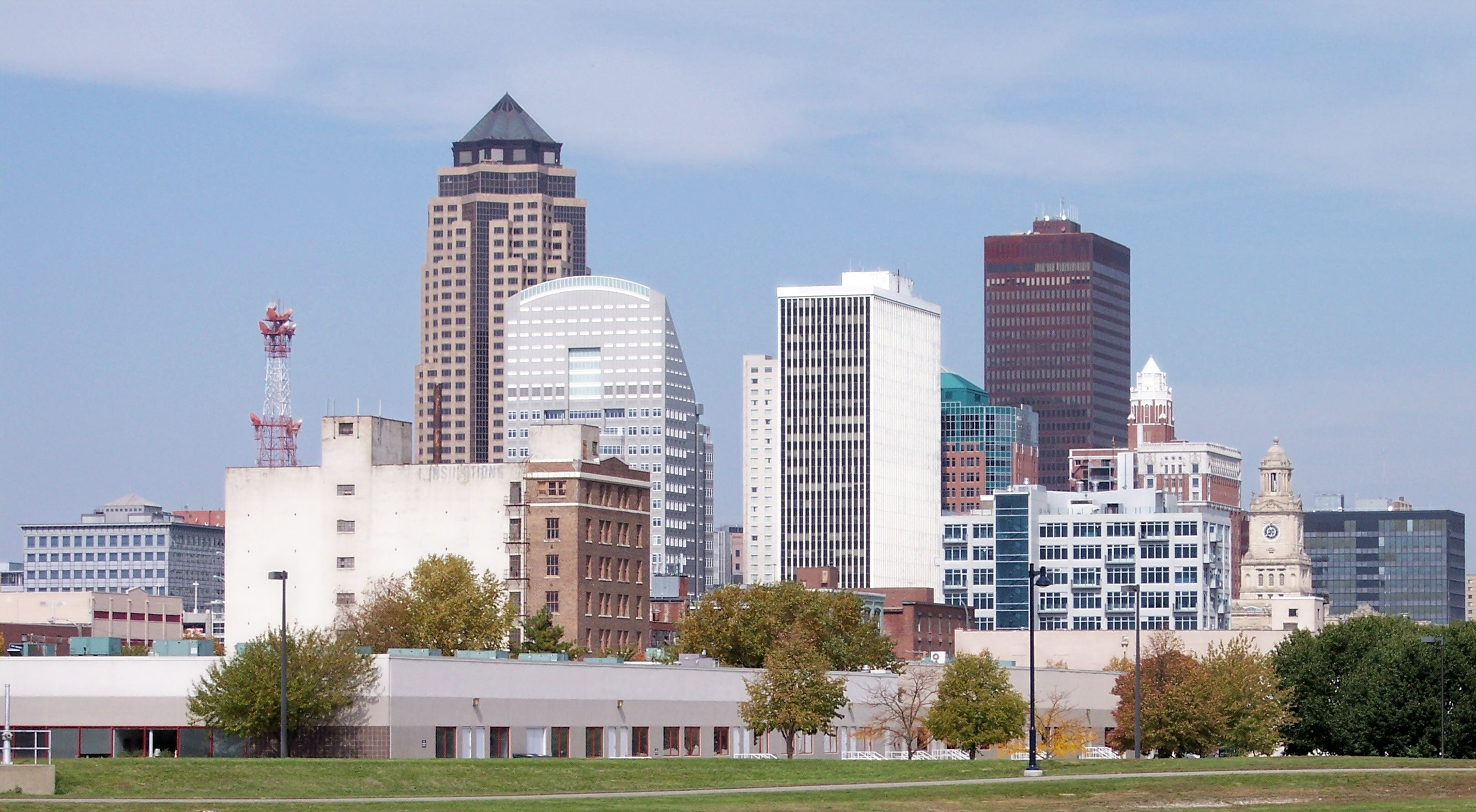
デモイン市のスカイライン、アイオワ州都、かつ人口最大の都市

デモイン市はアイオワ州都、かつ人口最大の都市であり、政治と経済の中心である。市内にはアイオワ州会議事堂、アイオワ州歴史協会博物館、ドレイク大学、デモイン芸術センター、デモイン植物学センター、プリンシパル・リバーウォーク、アイオワ州祭会場、テラスヒル、ワールドフードプライズがある。近郷にはアルトゥーナのアドベンチャーランド、アーバンデールのリビングヒストリー農園、コルファクスのトレインランドUSA、ニュートンのアイオワ・スピードウェイがある。
デモインの北にあるエイムズ市には、アイオワ州立大学、アイオワ州立センター、レイマン庭園がある。
デモインの東にあるグリネル市は、アイオワ州随一の私立リベラル・アーツ・カレッジで、USニューズ&ワールド・レポート誌の大学ランキング（リベラル・アーツ・カレッジ部門）でも全米トップ25常連校の1つであるグリネル大学の大学町である。
ブーン市では2年に1度のファーム・プログレス・ショーを開催しており、マミー・ダウド・アイゼンハワー博物館、ブーン・アンド・シーニックバレー鉄道、レッジス州立公園がある。タマの西にあるメスクワキ・セトルメントは、州内唯一のインディアン居留地であり、毎年大がかりなパウワウを開催している。
クリント・イーストウッドの映画『マディソン郡の橋』は、同名の小説を題材にしており、アイオワ州マディソン郡が舞台となり、撮影も行われた。マディソン郡ウィンターセット市には、ジョン・ウェイン生誕地博物館もある。
その他に歴史的な中心街のある町として、インディアノーラ、ペラ、ノックスビル、マーシャルタウン、ペリー、ストーリーシティがある。

### アイオワ州東部

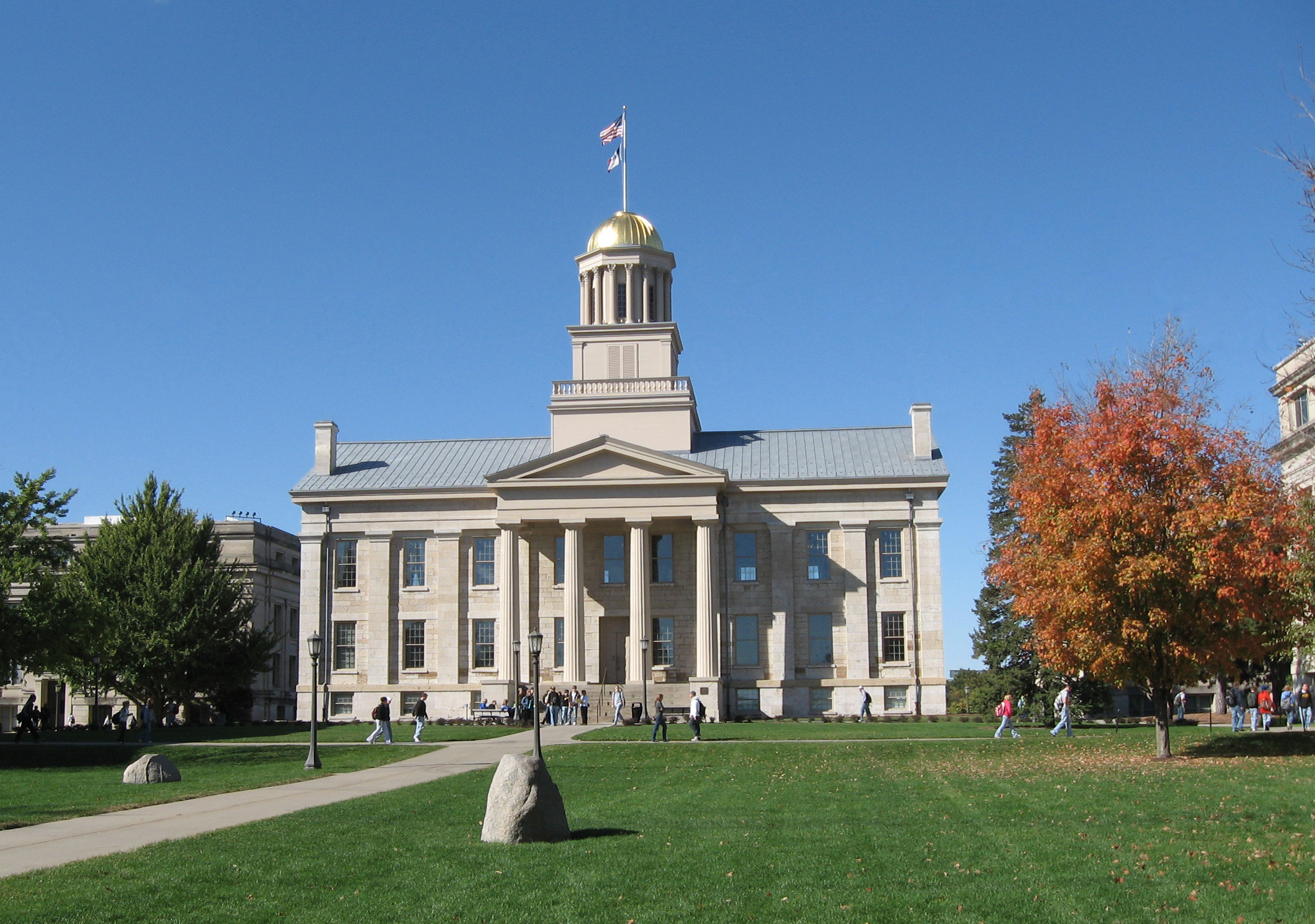
アイオワシティ、旧州都

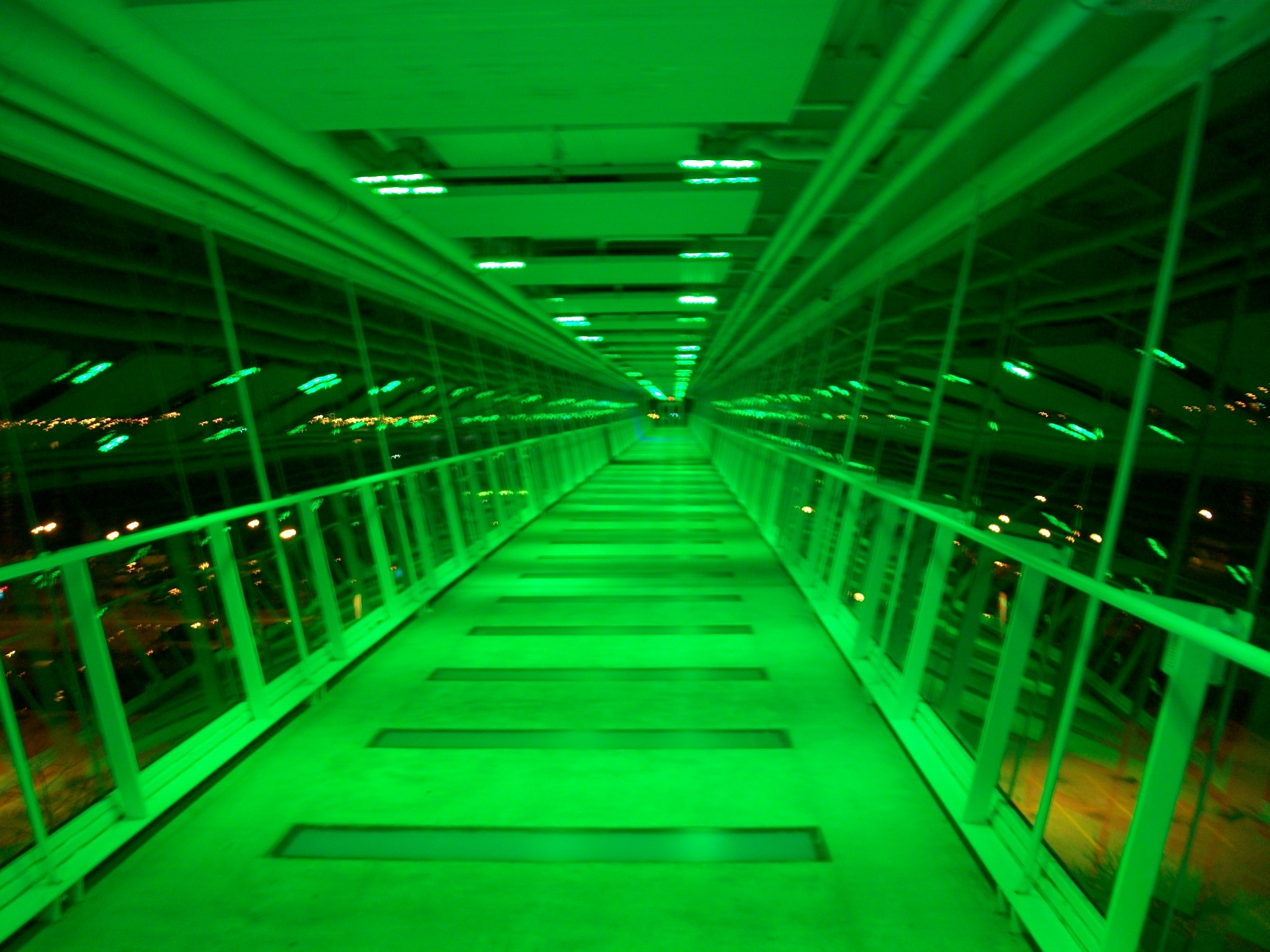
ダベンポート・スカイブリッジ内部

アイオワシティには、アイオワ大学、アイオワ・ライターズワークショップ、旧州会議事堂がある。ユネスコの創造的都市ネットワークにおいて、最初の「文学都市」とされている。
ウェストブランチ市にはハーバート・フーバー国立歴史史跡と同大統領図書館・博物館がある。
アマナ・コロニーズはドイツ・ピエティストの入植地であり、アメリカ合衆国国定歴史建造物にも登録される7つの村がある。
シーダーラピッズ美術館には、グラント・ウッドやマービン・コーンの絵画が収集されている。同市には、国立チェコ・スロバキア博物館・図書館や州内唯一の歴史保存国立信託地であるブルースモア邸宅がある。

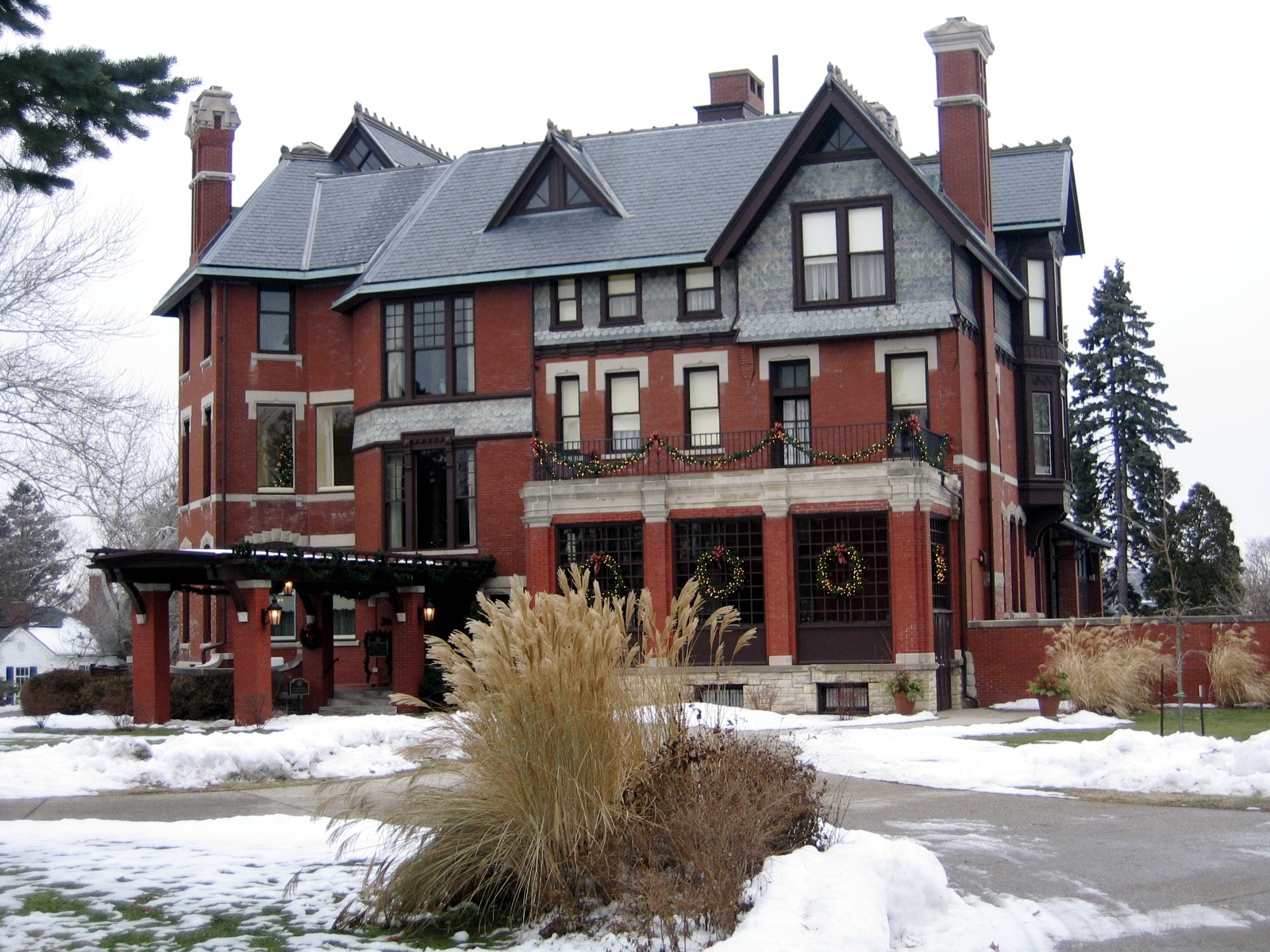
ブルースモア邸宅、シーダーラピッズ

ダベンポート市には、フィッゲ美術館、リバーミュージック・エクスピアリアンス、パットナム博物館・IMAX劇場、ダベンポート・スカイブリッジ、クァッド・シティ交響楽団、バレエ・クァッド・シティーズがあり、毎年ビックス・バイダーベック記念ジャズフェスティバルや国内最大のエアショーであるクァッド・シティ・エアショーを開催している。
その他に歴史的な中心街のある町として、ウェストリバティ、フェアフィールド、バーリントン、マウントプレザント、フォートマディソン、ルクレール、マウントバーノン、オッタムワ、ワシントン、ウィルトンがある。

### アイオワ州西部
アイオワ州でも最も劇的な光景は特徴的な黄土丘陵で見られる。アイオワ・グレートレイクスにはスピリット湖、アーノルズ公園、オコボジ湖など幾つかのリゾート地がある。チェロキーのサンフォード博物館・プラネタリウム、ウェストベンドの「贖罪の洞穴」、エルクホーンのオランダ移民博物館、フォートドッジのフォート博物館とフロンティアビレッジが観光地になっている。
スーシティ市には、再活性化された中心街があり、サージェントフロイド記念碑、サージェントフロイド・リバー博物館、オーフェアム劇場がある。

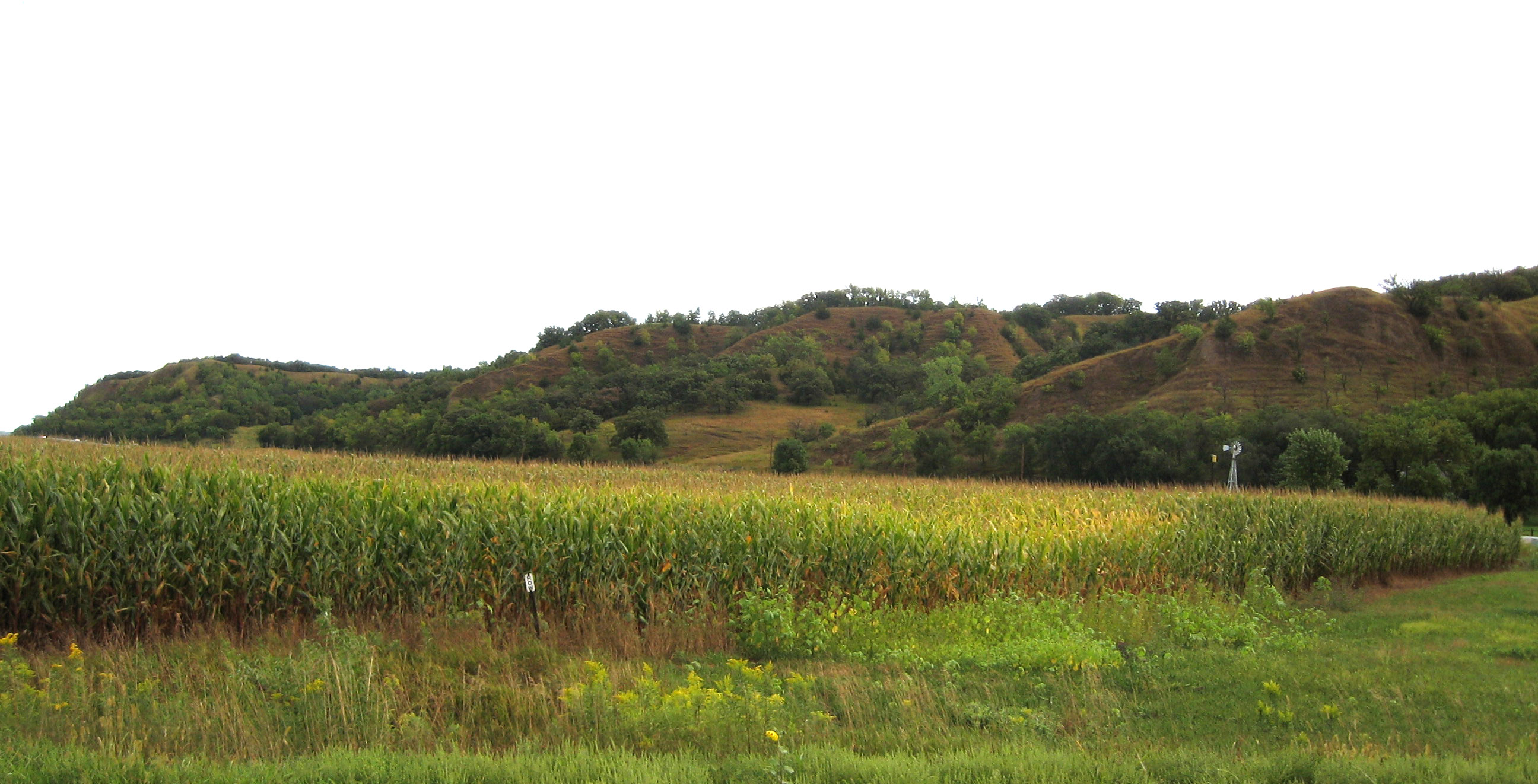
モンダミン東の黄土丘陵

州南西部の主要都市であるカウンシルブラフスには、黄土丘陵国立景観側道の入り口がある。市内には3つのカジノ・リゾートがあり、またウェスタンヒルズ・トレイルセンター、ユニオン・パシフィック鉄道博物館、グレンビル・M・ドッジ家屋、ルイス・クラーク記念碑など文化的な観光地もある。
州北西部には世界でも最大級の風力発電施設の集積がある。その他西部にある歴史的な中心街のある町として、ストームレイク、スペンサー、ルマーズ、グレンウッド、キャロル、アトランティック、レッドオーク、デニソン、クレストン、マウントエア、サックシティ、ウォルナットがある。

### アイオワ州北東部と北部

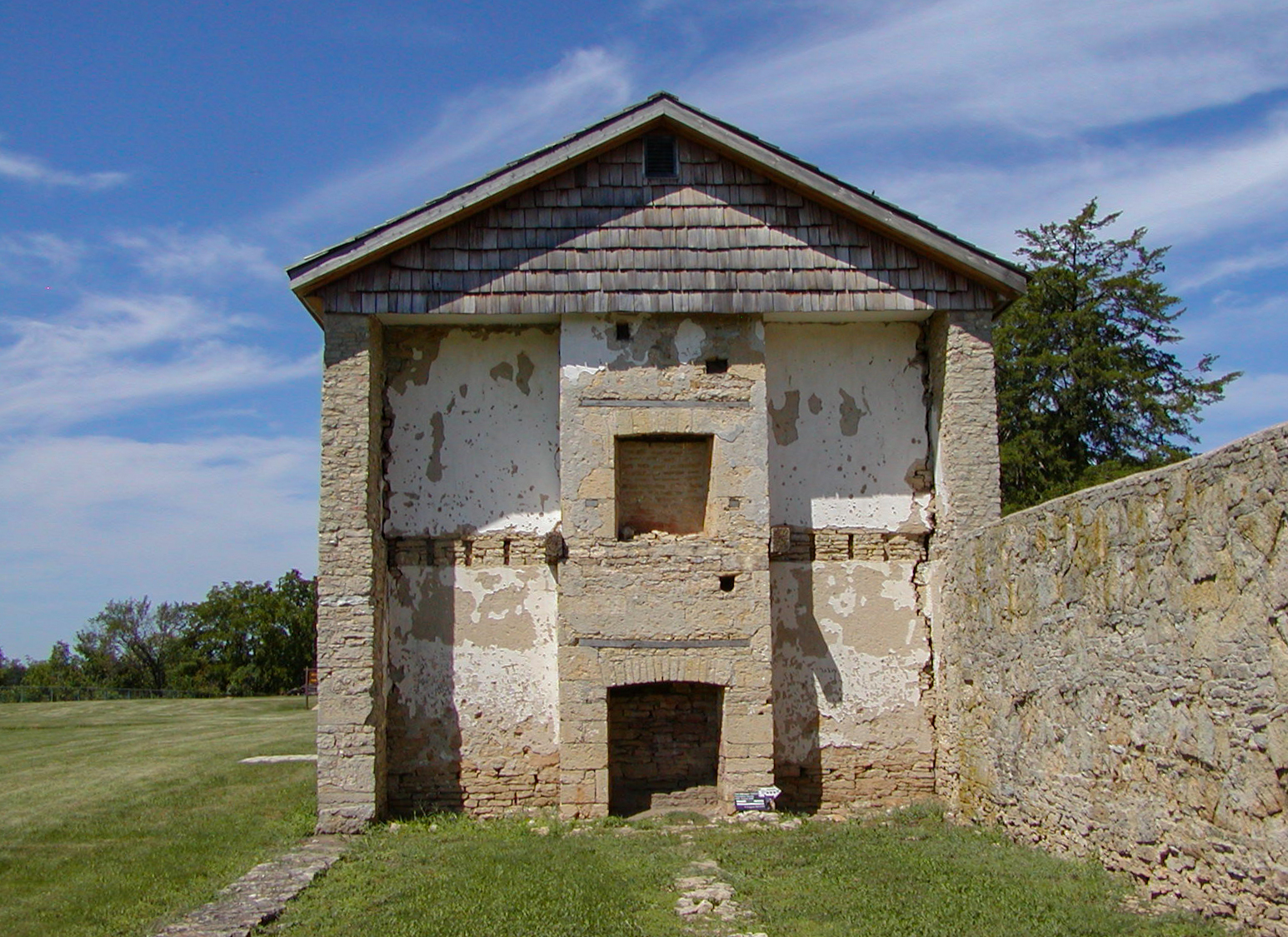
アトキンソン砦の廃墟

州北東部の漂礫岩のない地帯には急峻な丘陵と深い渓谷があり、森林や段丘が間に入っている。アラマキー郡とクレイトン郡にあるエフィジー・マウンド国立保護区は世界でも最大級の動物の形をした前史時代のマウンドが集まっている。
ウォータールー市には、グラウト博物館があり、サイロス・アンド・スモークスタックス国立歴史遺産地域の本部がある。シーダーフォールズ市には北アイオワ大学がある。
ダビューク市には、国立ミシシッピ川博物館・水族館やダビューク港があり、観光地になっている。
ダイアーズビル市には、映画「フィールド・オブ・ドリームス」の舞台になった野球場がある。マコーケタに近いマコーケタ洞窟州立公園には他のどの州立公園よりも多くの洞穴がある。
フォートアトキンソンのアトキンソン砦州立保存区には1840年代に造られた竜騎兵砦の跡が残っている。
その他に歴史的な中心街のある町として、デコラ、マグレガー、メイソンシティ、エルケイダー、ガッテンバーブ、アルゴナ、スピルビル、チャールズシティ、インディペンデンスがある。
レジスターズ・アニュアル・グレート・バイク・ライド・アクロス・アイオワは、数多い自転車競技者と支援者を集めている。1973年から毎年、州内を通る様々なコースを使ってきた。州内には70以上のワイン醸造所があり、5つの地域ワイン試飲トレイルを開催している。多くの町では暖かい時期の通常週末に産地直結市を開催しており、大都市では多様な市を開催している。

## 政治と法律

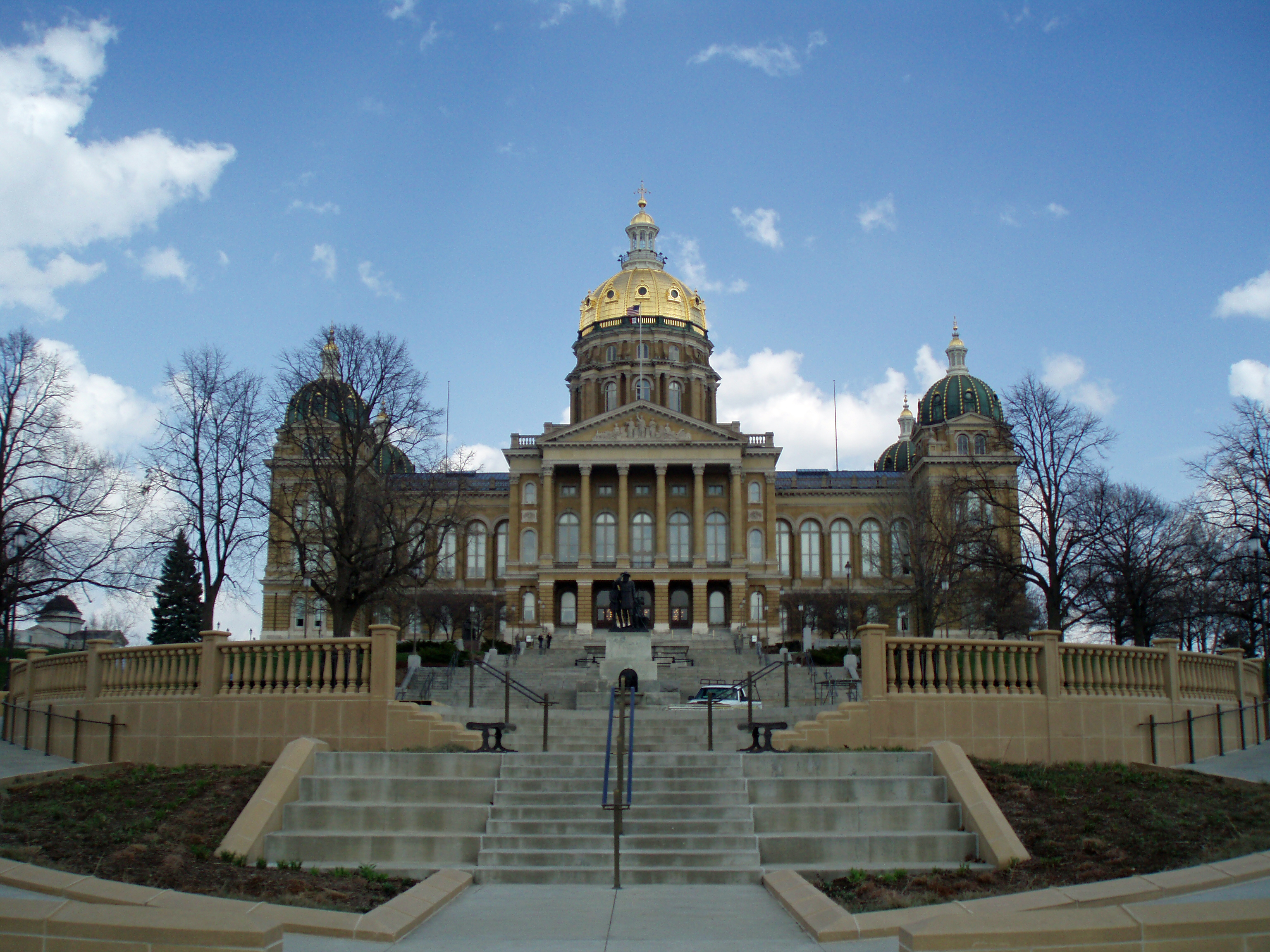
アイオワ州会議事堂、1886年完工、中央の金色のドームを4つの小さなドームが囲んでおり、全米の州会議事堂の中でも5つのドームがあるのはここだけである

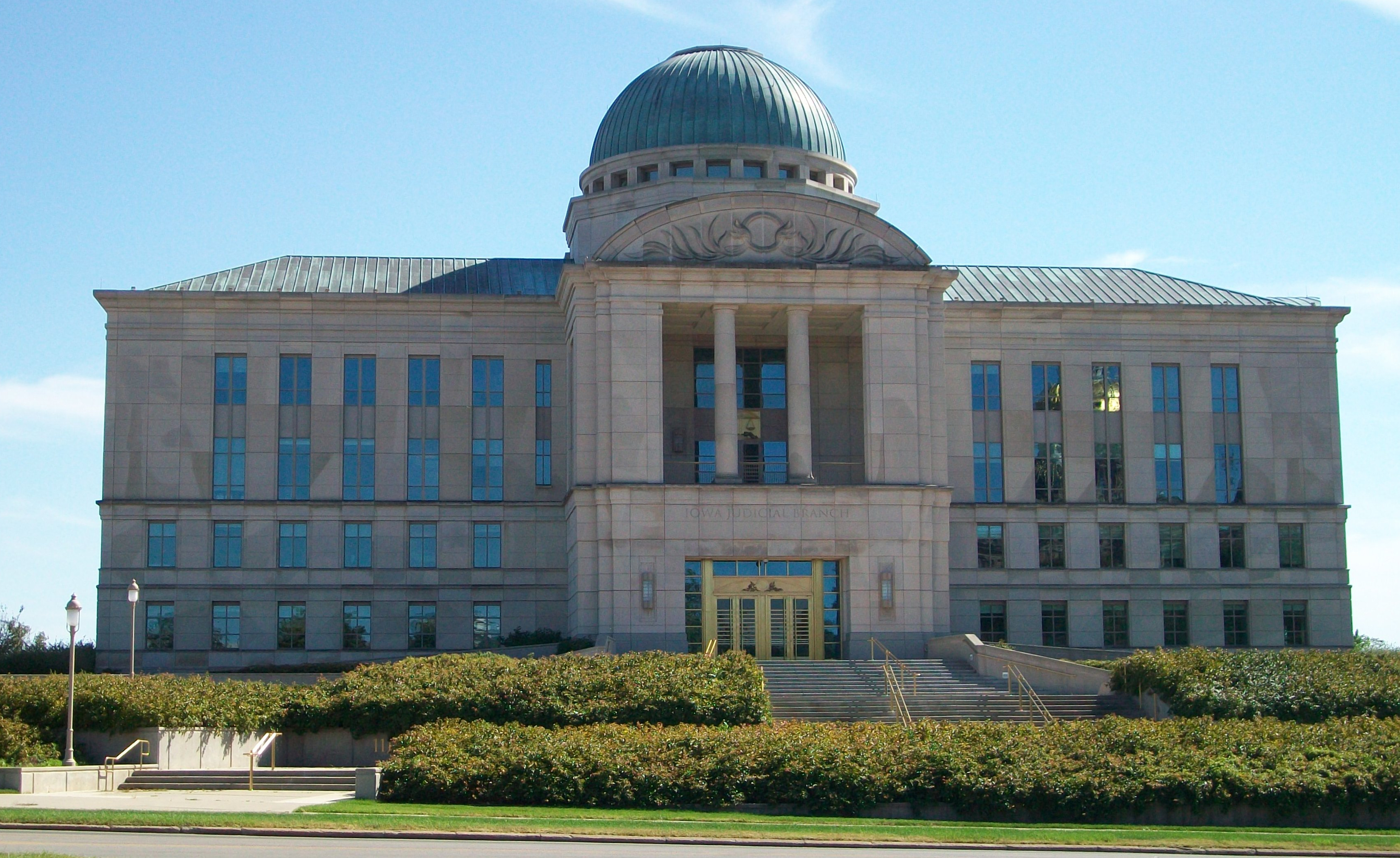
アイオワ州最高裁判所、デモイン市の州会議事堂からは通り向かい、コート・アベニュー沿いにある

2023年時点のアイオワ州知事は、キム・レイノルズ（共和党、2017年就任）である。
アイオワ州法典はアイオワ州の制定法を含んでいる。アイオワ州議会サービス局によって定期的に更新されており、奇数年に新版が、偶数年に補遺版が出版される。
アイオワ州はアルコールを専売制にしている。

### 政党

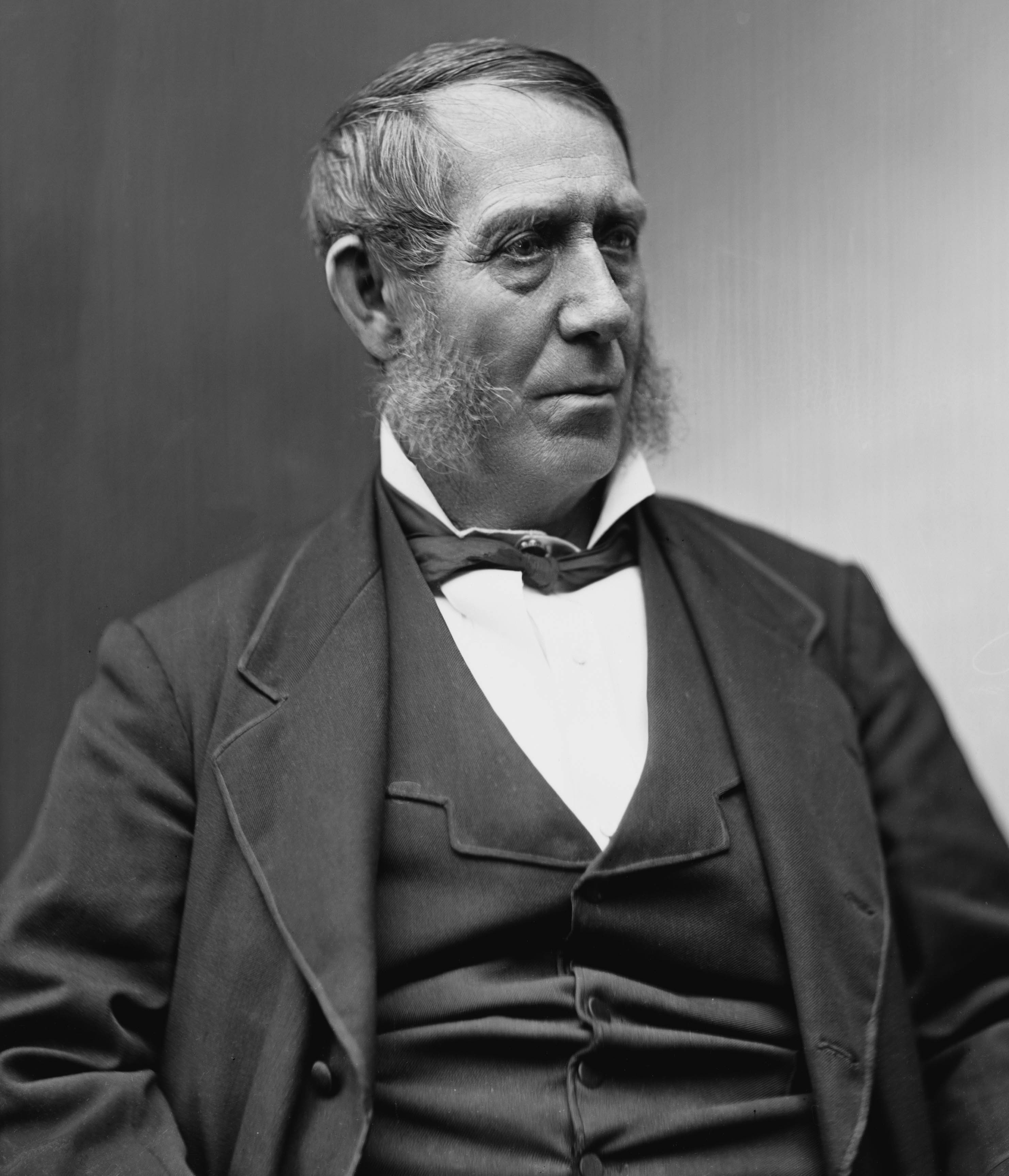
サミュエル・カークウッド、アイオワ共和党の設立者、奴隷制度廃止論者、南北戦争時の知事

アイオワ州では、「政党」という言葉は、「前の一般選挙」で大統領あるいは知事への投票を2%以上集めた政治組織を指している。現在は共和党と民主党の二大政党を認めている。第三政党、公式には「無党派政治組織」は候補者名簿に載せることができる。2004年以降で候補者名簿に載った政党としては、憲法党、アメリカ緑の党、リバタリアン党、アメリカ海賊党、社会主義労働者党があった。

### 有権者の投票動向
| 年     | 共和党         | 民主党         |
| ------ | -------------- | -------------- |
| 2024年 | 55.73% 927,019 | 42.52% 707,278 |
| 2020年 | 53.09% 897,672 | 44.89% 759,061 |
| 2016年 | 51.15% 800,983 | 41.74% 653,669 |
| 2012年 | 46.18% 730,617 | 51.99% 822,544 |
| 2008年 | 44.74% 677,508 | 54.04% 818,240 |
| 2004年 | 49.92% 751,957 | 49.28% 741,898 |
| 2000年 | 48.22% 634,373 | 48.60% 638,517 |
| 1996年 | 39.92% 492,644 | 50.31% 620,258 |
| 1992年 | 37.33% 504,890 | 43.35% 586,353 |
| 1988年 | 44.8% 545,355  | 55.1% 670,557  |
| 1980年 | 53.32% 703,088 | 45.97% 605,620 |

アイオワ州は長年共和党の強い地盤だった。州昇格の時から1969年まで、アメリカ合衆国上院議員に民主党員を選んだのは3人のみだった。しかし、1980年以降、国政においては激戦州になってきた。クック投票動向指数の解析では民主党+1となっており、やや民主党に傾いてきている。しかし、政治的な均一性にはほど遠いものでもある。概して州東部は民主党を強く支持し、西部は共和党支持である。デモイン市は民主党寄りだが、中部は様々である。クック投票動向指数では、アメリカ合衆国下院議員の選挙区で、東部と南東部にある第2選挙区が民主党+7ではっきりと民主党支持であり、西部の第5選挙区は共和党+9で強い共和党支持である。
国勢調査によるアメリカ合衆国下院議員定数調整の結果、アイオワ州選出の議員は5人から4人に減らされ、2012年からの適用となった。新しく引き直された選挙区で二大政党の争いが激しくなることが予測されている。選挙区の再編成は無党派委員会で策定され、州議会の承認を求めて提出される。郡の一つ一つは分割されないことになっている。
大統領選挙では、1968年から1984年まで共和党候補を選び、1988年から2000年までは民主党候補を選んできた。民主党候補が勝ったとしても、その票差は4,000票程度に過ぎなかった。2004年ではジョージ・W・ブッシュに約1万票差で勝たせたが、2008年ではバラク・オバマに約15万票で勝たせた。2012年と2016年はいずれも当選者が勝利し、2020年は当選したジョー・バイデンに対し、現職であったドナルド・トランプが勝利した。
2010年中間選挙でアイオワ州議会は、下院が共和党、上院が民主党の多数派となった。2010年に現職知事民主党のチェット・カルバーを破ったのが共和党のテリー・ブランスタッドだった。ブランスタッドは1983年から1999年まで知事を務めていた。2020年の選挙では、上院・下院共に共和党が勝利した。

### 大統領候補指名党員集会
アイオワ州は4年に1度、大統領候補指名党員集会を最初に開く州としてかなりの注目を集めてきた。翌週に行われるニューハンプシャー州予備選挙と共に、二大政党の大統領候補を選ぶための出発点である。党員集会は選挙年の1月に家庭であるいは公共の場に集まった人々が候補者を選ぶものであり、予備選挙で行われるように秘密投票を行うものではない。国内、海外のメディアが、全国的な候補者選びの始まりであるアイオワ州の党員集会に大きな関心を寄せ、それが州選挙民の動機付けになっている。候補者選びに出馬する者は、州内99郡のそれぞれで有権者に訴えるために大きな労力を使うことになる。

### 公民権

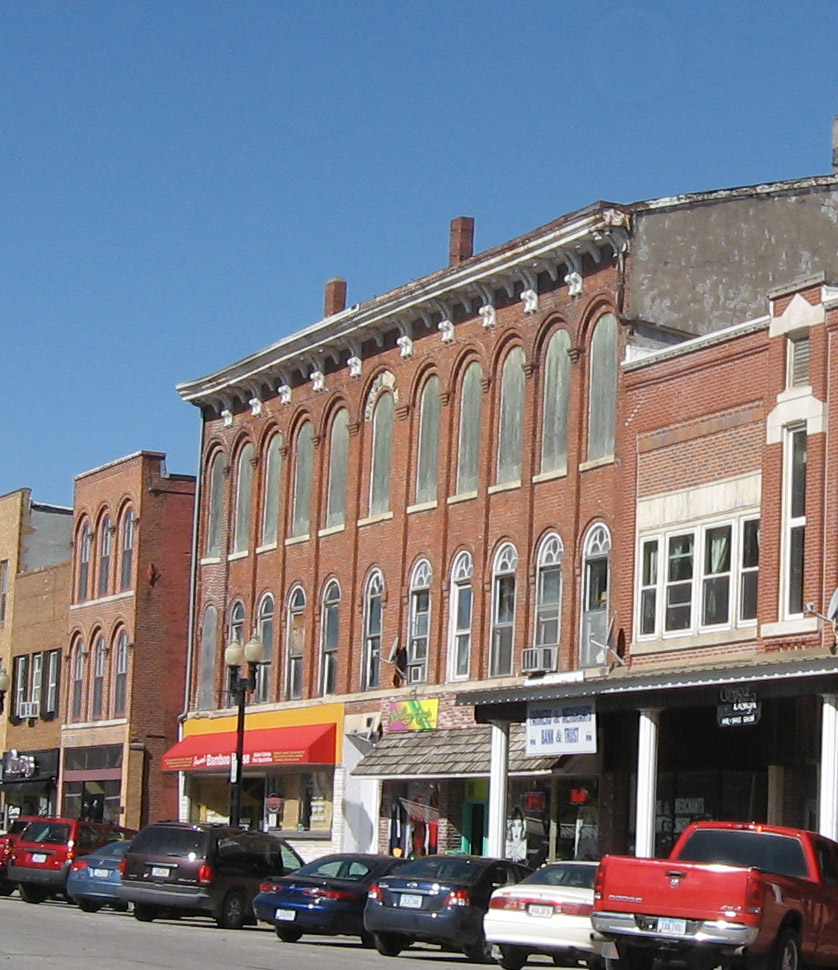
マウントプレザント市のユニオンブロック・ビル、初期公民権運動や女性参政権運動の舞台になった。州内で最も危険性の高い歴史史跡に挙げられ、改修が計画されている

19世紀にアイオワ州は人種差別特に教育での差別に対する禁止条項を法制化した最も初期の州だったが、20世紀に入っても完全な平等化の歩みは鈍かった。1839年7月、アイオワ州最高裁判所の「ラルフに関する事件」判決で、ラルフという奴隷が、アイオワの土を踏んだ時に自由人となると裁定した。これは南北戦争終結の26年前のことだった。1851年には結婚について人種の壁を取り去っており、アメリカ合衆国最高裁判所が異人種間結婚（白人と非白人の結婚）の規制を全国的に禁じたのはその100年以上後のことだった。
アイオワ州最高裁判所は1868年の「クラーク対教育委員長事件」判決で、「分離すれども平等」というような人種差別をする学校はアイオワ州に存在しないと裁定した。これは「ブラウン対教育委員会事件」判決の85年前のことだった。1875年までに他にも多くの裁判所判決があり、アイオワ州の学校における人種差別を事実上終わらせた。州立大学において黒人に対する社会的また住居に関する差別は1950年まで続いた。1873年、裁判所は「コーガー対北西ユニオン・パケット会社事件」の審問を行い、公共の場での人種差別を禁じる裁定を下した。これはアメリカ合衆国最高裁判所による同様な判断の91年前だった。
1884年、アイオワ州公民権法により事業による人種差別を違法とした。法に曰く「州内の全ての人民は、宿屋、レストラン、チョップハウス、食堂、ランチカウンターなど、気力体力の回復に供される全ての場所、公共輸送機関、床屋、浴場、劇場など娯楽が供される全ての場所の、利用、利点、施設および特権を完全にかつ平等に受ける権利がある」とされた。しかし、法廷はこの法に抜け道を認め、既存の人種差別が継続することも認めた。公共事業における人種差別は1949年まで違法とは考えられなかった。この年、法廷は「アイオワ州対カッツ事件」判決で、事業は人種に関係なく顧客に奉仕しなければならないと裁定した。この事件はエドナ・グリフィンがデモインのドラッグストアでサービスを断られたことに端を発していた。1965年のアイオワ州公民権法により完全な人種によらない公民権が法制化された。
人種間の平等と同様に、アイオワ州は19世紀半ばには女性の権利について先駆けとなったが、女性に選挙権を与えるまでには時間がかかった。1847年、アイオワ大学が男性と女性に平等に入学を認めたことで、アメリカ合衆国の公立大学としては初めてのものになった。1869年、裁判所がアイオワ州では女性が法律実務を行うことを拒否できないと裁定し、アラベラ・A・マンスフィールドの法律実務を認めたことで、アメリカ合衆国の中では最初の州になった。1870年から1919年の間に女性の投票権を認める動きがあったが、悉く失敗した。1894年、女性は「部分的参政権」を認められ、命題に対する投票を認められたが、被選挙権は無かった。1920年にアメリカ合衆国憲法修正第19条が批准され、アイオワ州でも女性の参政権が完全に認められた。アイオワ州は連邦政府の男女平等権法を支持したが、1980年と1992年に州憲法に男女平等権法をうたう改正案は拒否した。
公民権運動後、アイオワ州の裁判所判決で市民の権利を明らかにし、拡張した。1969年、「ティンカー対デモイン教育学区事件」に対するアメリカ合衆国最高裁判所判決は、学生が政治的見解を表明する権利を確認し、記念碑的判決になった。州法では1976年6月に、同性による性的行動を犯罪としていたものを撤廃したが、これは「ローレンス対テキサス州事件」判決の27年前のことだった。2009年4月3日、「バーナム対ブライエン事件」に対するアイオワ州最高裁判所判決は、同性結婚を禁じる州法が違憲であることを、判事の全員一致で決めた。同性結婚を認めた州として、国内では3番目、中西部では最初の州となった
。

## 経済

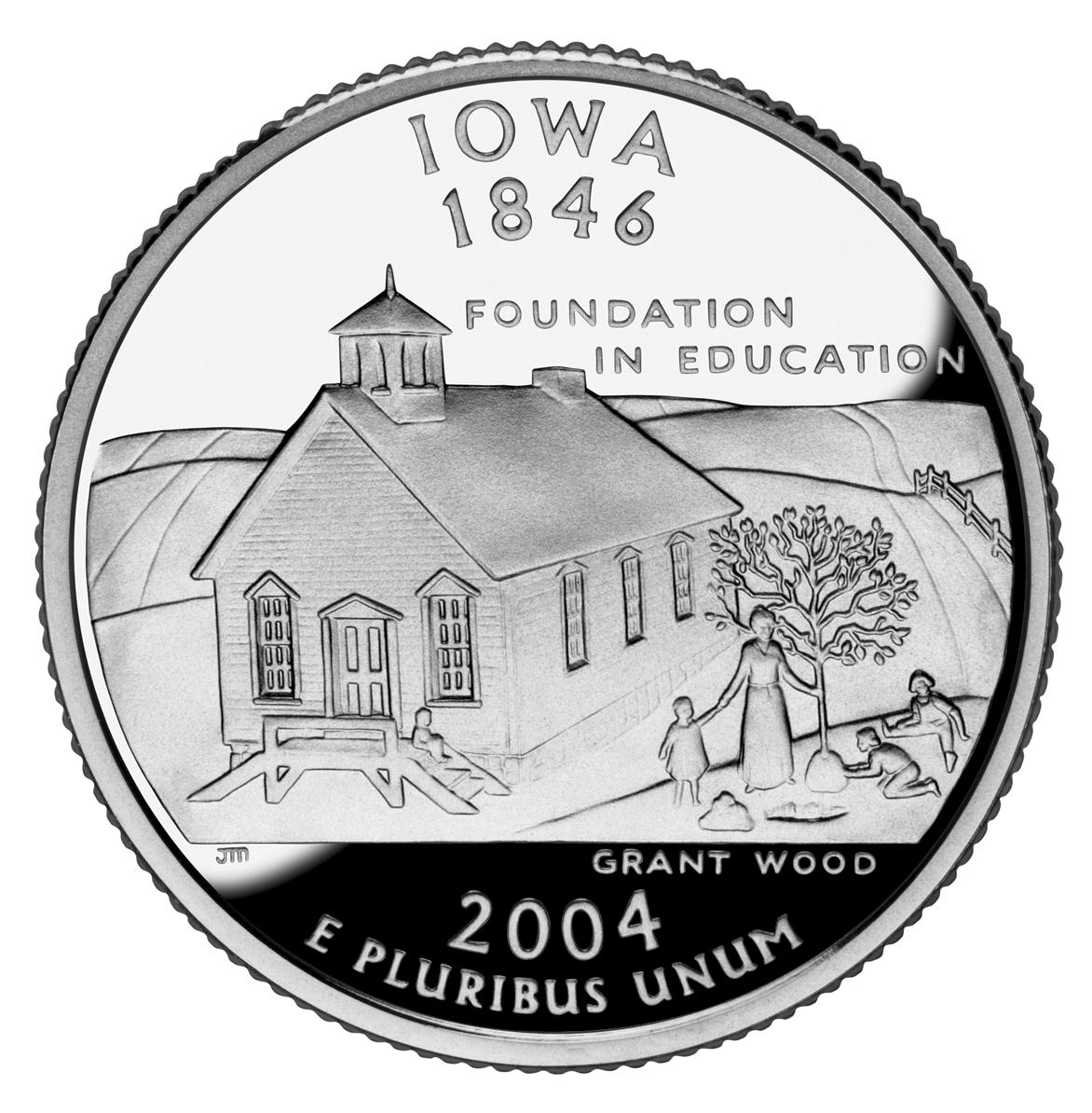
アイオワ州4分の1ドル硬貨裏面は画家グラント・ウッドの絵がベースになっている

CNBCテレビの「ビジネスのための最良州、2010年」では、総合点でアイオワ州を第6位と位置づけた。10ある評価項目の中で、税金、公共料金など事業を行うための経費が評価された「事業コスト」では第1位になった。経済の評価では第10位、事業の親和性では第12位、教育では第16位、生活費と生活の質で第17位、労働力で第20位、技術と革新で第29位、輸送で第32位となり、資本調達が第36位で最も評価低かった。
アイオワ州は農業州と見られることが多いが、実際に農業は多様化した経済の小部分になっており、製造業、バイオテクノロジー、金融業、保険業、行政サービスが州経済に大きく貢献している。この経済の多様化によって2000年代不況も他州よりうまく凌いでおり、失業率は2010年1月時点で6.6%と国内平均よりもかなり低い。
アメリカ合衆国商務省経済分析局推計では、アイオワ州の総生産高は2005年で1,240億ドルだった。2006年の一人当たり収入は23,340ドルだった。
2009年7月2日、スタンダード&プアーズは、アイオワ州州債を"AAA"に位置づけた。これは最高評価であり、アメリカ合衆国では11の州がランク付けされているだけである。
コーンベルトの中核をなす州でトウモロコシの生産量が全米トップである。このほか、大豆、豚の生産量も全米第一位を占め、総農産額の102億ドルも全米第2位である。

### 製造業
製造業は2003年のアイオワ州総生産高の21%、208億ドルを生産しており、州経済で最大の産業部門である。主要製品としては、加工食品、重機械、農薬がある。州内労働力の16%が製造業で働いている。製造業では加工食品が最大分野である。その他の製品として、機械、電気機器、化学製品、出版、金属一次製品がある。州内に直接・間接に加工設備を持つ食品加工会社としては、コンアグラ・フーズ、ウェルズ・ブルー・バニー、バリラ、ハインツ、ワンダーブレッド/ホステス・スナックケーキ、トーンズスパイシーズ、ジェネラルミルズ、クエーカーオーツカンパニーがある。その他の製造会社では、3M、アルコア、アマナ・コーポレーション、デクスター・アパッチ・ホールディングス、エレクトロラックス/フリッジデール、エマソン・エレクトリック、フィッシャー・コントロールズ・インターナショナル、HONインダストリーズ、IPSCOスティール、ジョン・ディア、レノックス・マニュファクチャリング、メイタグ・コーポレーション、ペラ・コーポレーション、ロックウェル・コリンズ、バーミア・カンパニー、ウィネバゴ・インダストリーズがある。

### 農業

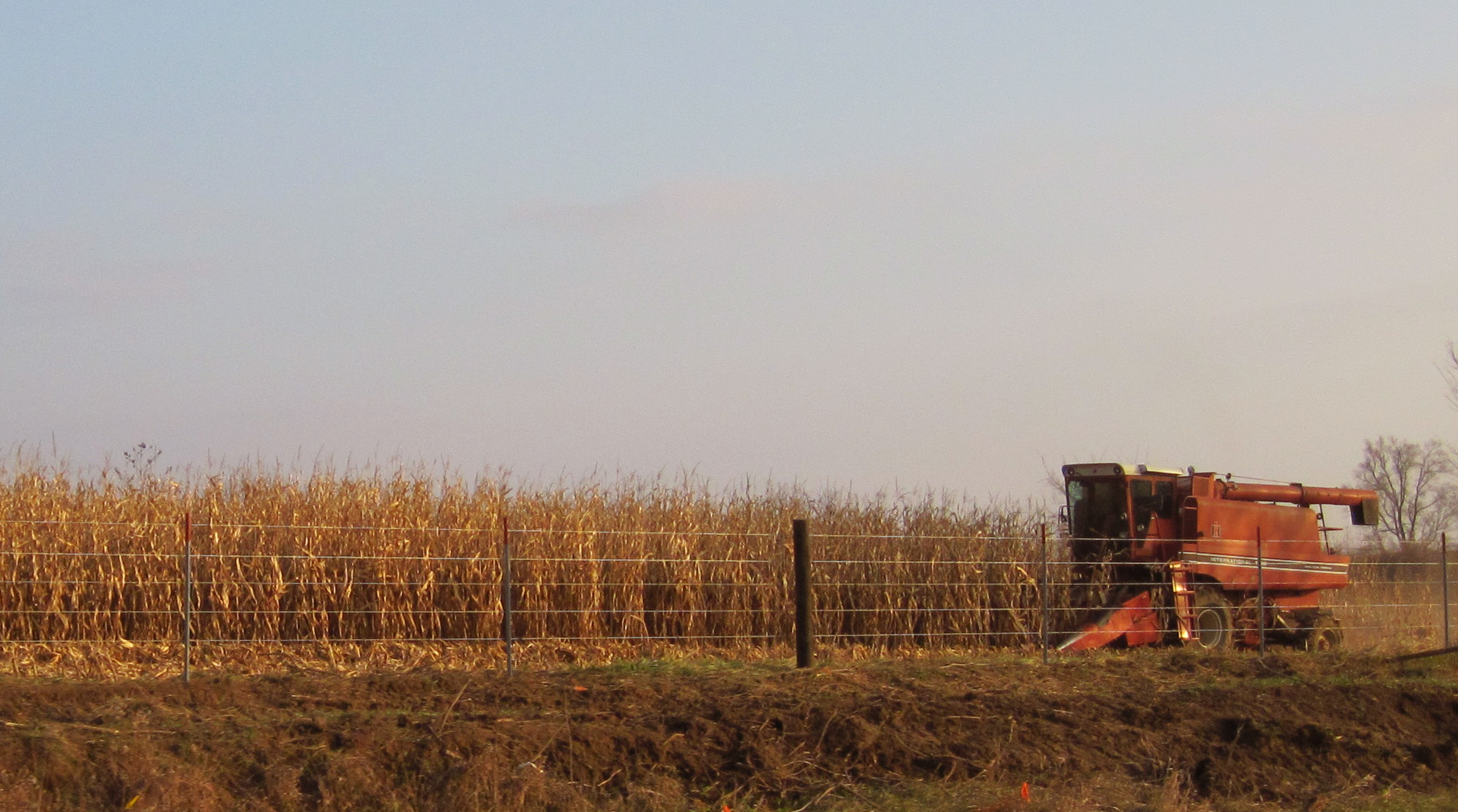
ジョーンズ郡におけるトウモロコシの収穫

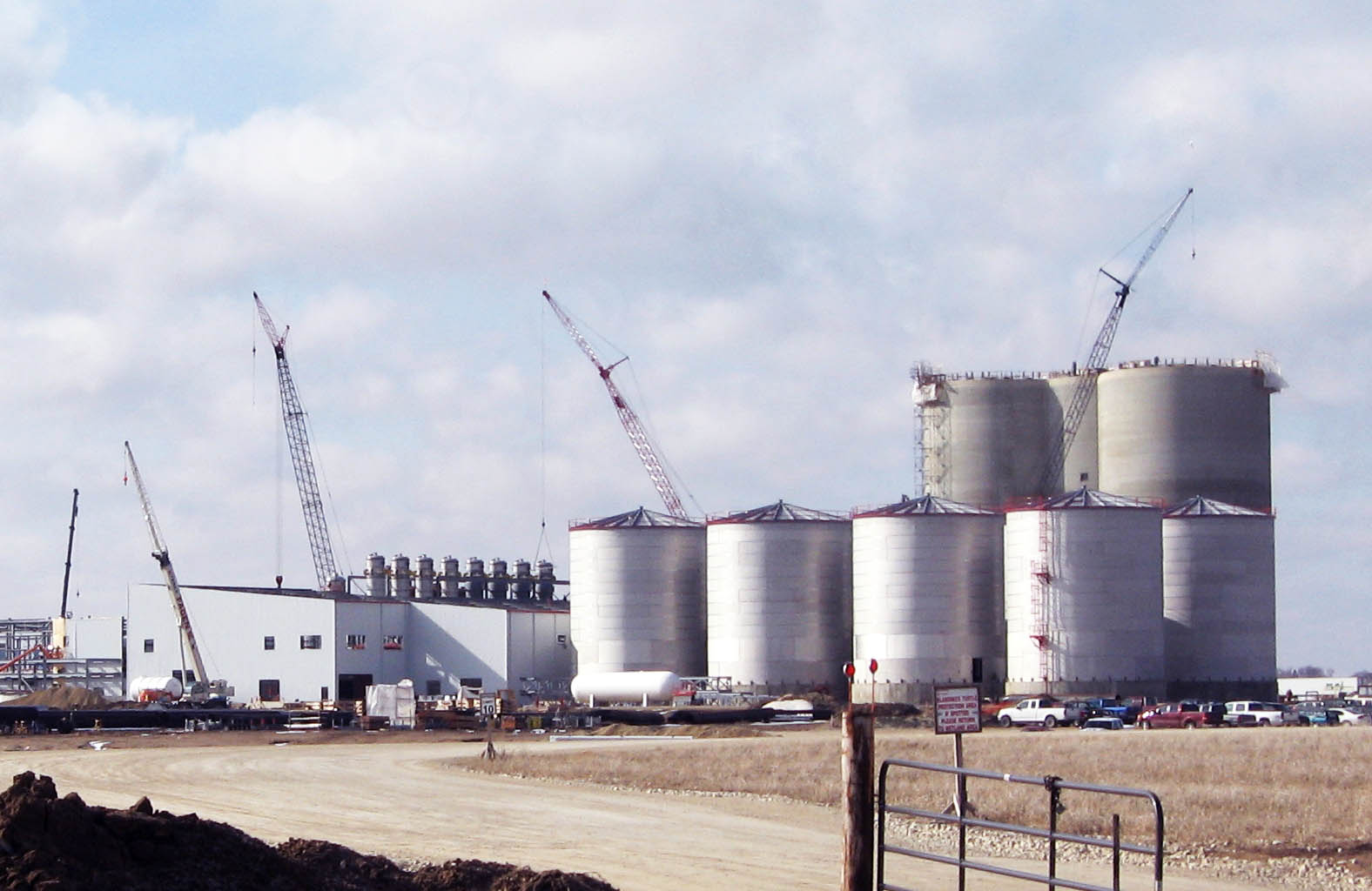
バトラー郡に建設中のエタノールプラント

農業はアイオワ州経済の主要分野であり続けている。しかし、農産物の生産と販売という直接的なものは州総生産高の約3.5%に過ぎない。間接的な役割は多くの方法で測ることができるが、農業関連事業を含むその大きさは付加価値で16.4%、総生産高で24.3%となっている。この数字は州内非農業製造業よりも低い。製造業は付加価値で22.4%、総生産高で26.5%となっている。主要な農産物は豚、トウモロコシ、大豆、エンバク、牛、卵及び酪農製品である。エタノールとトウモロコシの生産では国内最大の州であり、大豆でも最大になったことがあった。2008年、州内92,600の農園が国内のトウモロコシの19%、大豆の17%、豚の30%、卵の14%を生産した。

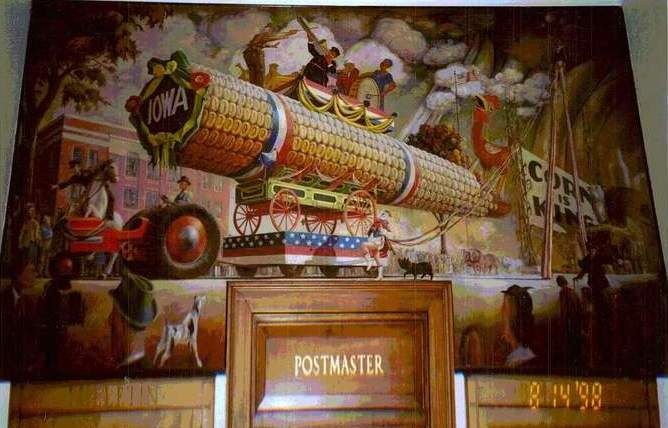
マウントエア郵便局の壁画『トウモロコシのパレード』。ニューディール政策の一環としてオーア・C・フィッシャーが制作した

農産物の加工会社としては、アーチャー・ダニエルズ・ミッドランド、味の素、カーギル、ダイアモンドVミルズ、ガースト・シード・カンパニー、ハートランド・ポーク・エンタープライジズ、ハイビー、モンサント・カンパニー、パイオニア・ハイブレッド・インターナショナル、クエーカーオーツがある。

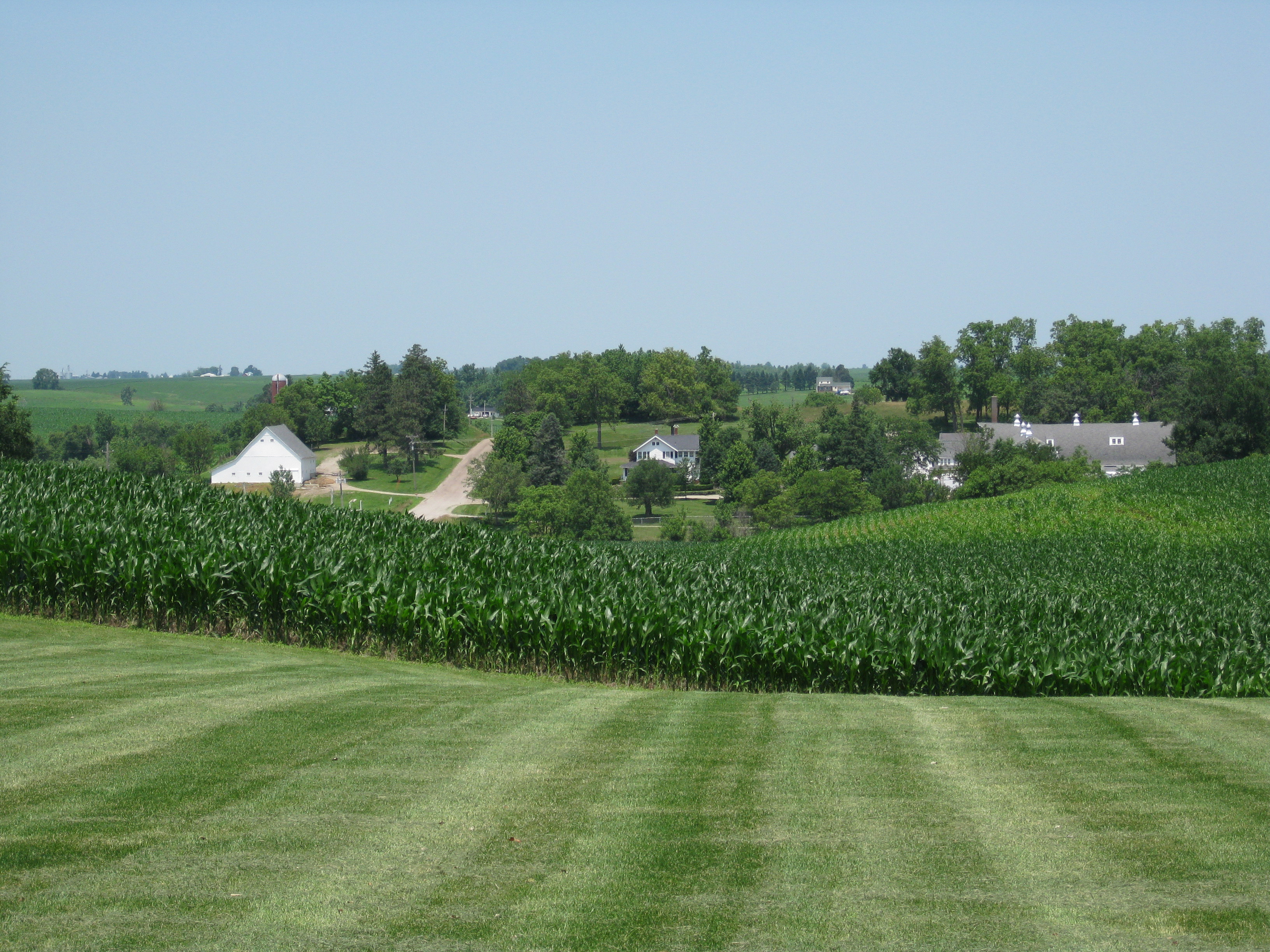
6月の州中部トウモロコシ畑

### その他の分野

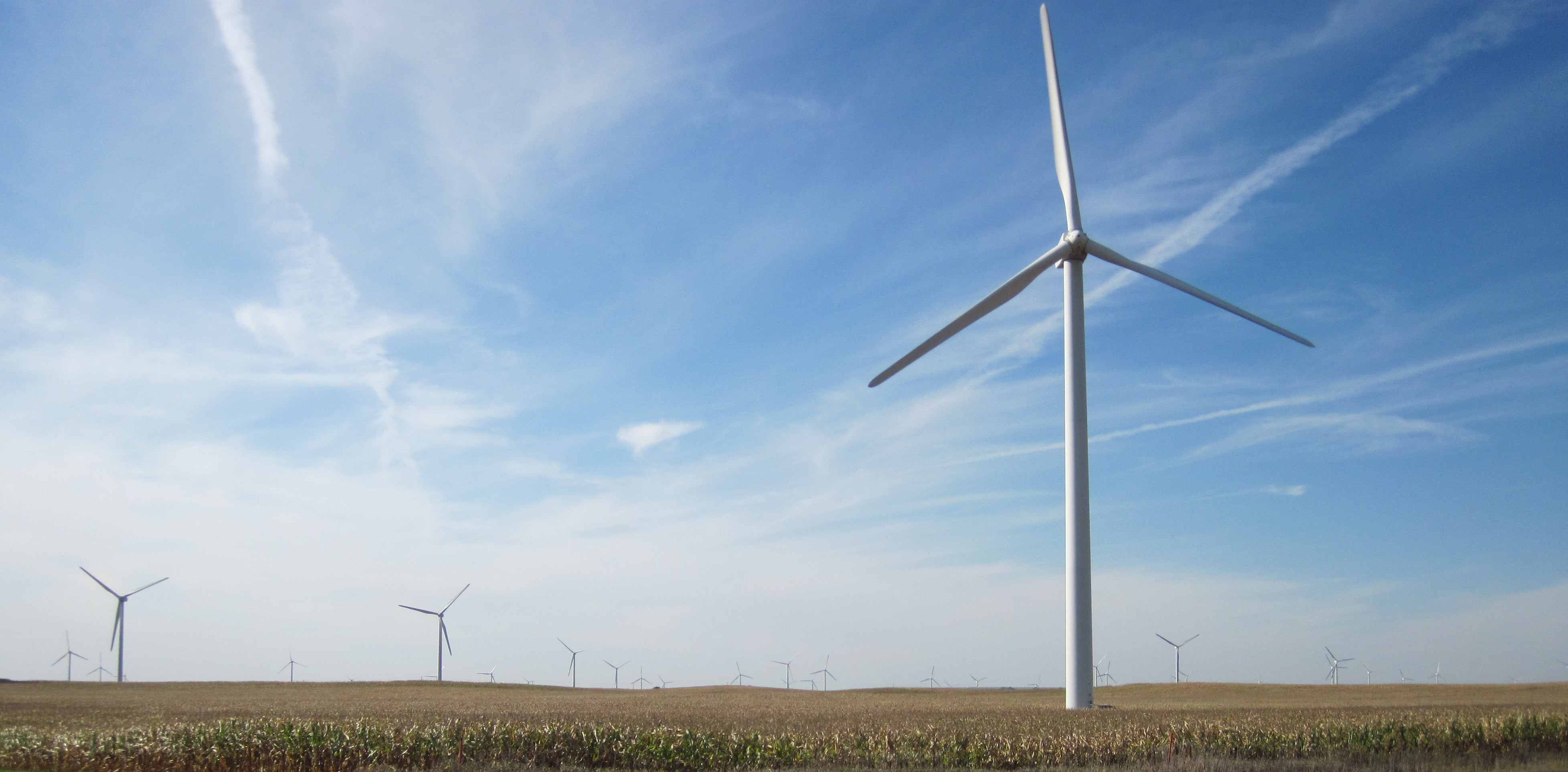
ウィリアムズ近くの風力発電施設

州内には強力な金融と保険業の分野もあり、エイゴン、ネーションワイド・グループ、アビバUSA、ファームビュロー・ファイナンシャル・サービシズ、INGグループ、マーシュ・アフィニティ・グループ、メットライフ、プリンシパル・ファイナンシャル・グループ、プリンシパル・キャピタル・マネジメント、ウェルマーク・ブルークロス・アンド・ブルーシールド、ウェルズ・ファーゴ、ウェルズファーゴファイナンシャル・サービシズなど、約6,100社がある。アメリカ医師会に拠れば、ウェルマーク・ブルークロス・アンド・ブルーシールドは2007年に州内健康保険の71%を扱っている。バイオテクノロジーが過去10年間で飛躍的に成長し、バイオ・リサーチ・プロダクツ、ベーリンガーインゲルハイム、ベトメディカ、ダイオシンス、フォートドッジ・アニマルヘルス、ペンフォード・プロダクツ、インテグレイテド・DNA・テクノロジーズ、ロシェ・アプライドサイエンス、ワッカー・バイオケム、ワイスなどの会社がある。
エタノールの生産により州内トウモロコシ生産量の3分の1を消費しており、再生可能エネルギーの生産高は州内総生産高の8%になっている。2009年では39のエタノール・プラントが 31 億ガロン (12,000,000 m3) の燃料を生産した。エタノールに加えて、再生可能エネルギーが州北部と西部で経済の推進力になってきており、1990年から風力発電施設が急拡大した。2010年、風力発電によって電力の15.4%を賄い、2010年末での発電能力は3,675MWだった。風力発電比率では全米第1位、発電能力ではテキサス州に次いで第2位である。風力発電機とその部品の製造会社として、ウェストブランチのアクショナ・エナジー、ニュートンのTPIコンポジット、フォートマディソンのシーメンス・エナジーがある。
雑誌フォーチュンに載った2009年の売上高上位1,000社のうち、5社が州内に本社を置いている。すなわち、プリンシパル・ファイナンシャル、ロックウェル・コリンズ、ケイシーズ・ジェネラルストアズ、HNI、テラ・インダストリーズである。その他に州内に本社を置く会社として、ハイビー、ペラ・コーポレーション、バーミア・カンパニー、カム・アンド・ゴー・ガソリンスタンド、ヴォンモーア、パイオニア・ハイブレッド、マクラウドUSA、フェアウェイ・グロサリーストアズがある。

### 税
アイオワ州は個人収入、不動産、債権に課税している。所得税は0.36%から8.98%まで9段階の累進課税方式である。消費税は6%であり、未加工食品は免税である。住民投票後に郡が課すことのできる消費税がある。資産税は不動産の評価額について課されている。州内には2,000以上の税評価機関がある。大半の資産は1つ以上の課税機関から課税される。税率は土地によって異なり、郡、市あるいは郡区、教育学区および特殊課税の合計となる。州の所得税から連邦の所得税を控除することを認めている。

## 交通
2011年、アイオワ州はアメリカ合衆国の州の中で、ゴミ処理の良さで上位4州の中に入った。州全体で公共スペース（主に道路とそれに付随するゴミ処理）の清浄度と清掃効率の良さが評価された。この年中西部の州で上位にランクされたのはアイオワ州のみだった。

### 州間高速道路

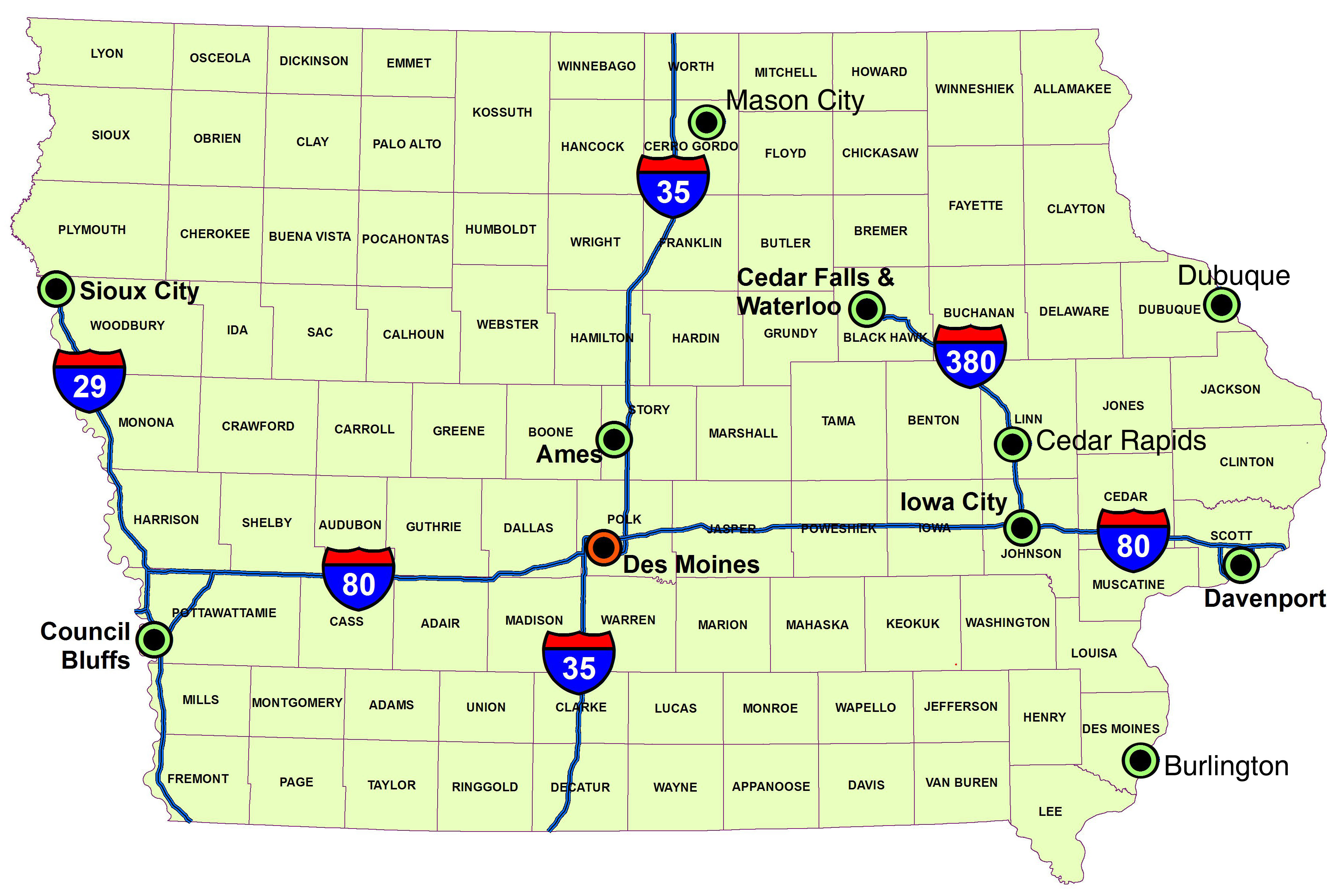
州内の主要州間高速道路、大都市と郡I

州内には主要州間高速道路4本が通っている。州間高速道路29号線は州西端を通り、カウンシルブラフスとスーシティ各市を繋いでいる。州間高速道路35号線は州南境界から北境界の間、州中央部を抜けており、デモイン市を通っている。州間高速道路74号線はダベンポート市の北と東で州間高速道路80号線から始まっている。州間高速道路80号線は州西端から東に、カウンシルブラフス、デモイン、アイオワシティ、クアッド・シティーズを抜けている。州間高速道路380号線は州間高速道路の補助線であり、アイオワシティ近くの州間高速道路80号線からシーダーラピッズを抜け、ウォータールーまでとなっており、アベニュー・オブ・ザ・セインツの一部となっている。

### 空港と商業便
州内ではデモイン国際空港、シーダーラピッズのイースタン・アイオワ空港、イリノイ州モリーンのクアッド・シティ国際空港、およびネブラスカ州オマハのエプリー・エアフィールドなどの空港を利用できる。他にもダベンポート市民空港、ダビューク地方空港、フォートドッジ地方空港、メイソンシティ市民空港、スー・ゲートウェイ空港、サウスイースト・アイオワ地方空港、ウォータールー地方空港がある。

### 鉄道
アムトラックのシカゴとカリフォルニア州エメリービルを繋ぐ旅客列車「カリフォルニア・ゼファー」が毎日州南部を通り、バーリントン、マウントプレザント、オッタムワ、オセオラ、クレストンで停車する。同じくアムトラックのシカゴとロサンゼルスを日々繋ぐ「サウスウェスト・チーフ」はフォートマディソンに停車する。

## 教育

### 初等中等教育
アイオワ州はアメリカ合衆国の中でも最初に高校を設置した州とされている。1910年ごろ、今日中等教育校と称する学校が州全体に設置され、これは当時としては前例の無いものだった。高校の設置は徐々に拡大して州外に及んだ。学校が大きな収入を生むようになるまで長い時間を要したというはっきりした証拠もある。
2009年、アイオワ州の4年制高校の卒業率は87.2%だった。この数字は国内第3位である。州内には365の教育学区があり、生徒対教師数比では13.8と国内39位である。教師の平均給与は39,824ドルで国内42位だった。
アイオワ州教育委員会はアイオワ州教育省と共同で、全ての公立小学校と中等教育校、州の認可を受ける非公立学校、地域教育機関、コミュニティカレッジ、教師養成プログラムなど州の教育システムを監視、監督、支援している。州教育委員会は10人の委員から成る。このうち9人は6年間の任期があり、州知事の指名を州上院によって確認される。残り1人は投票権の無い学生委員であり、任期は1年、知事の指名で就任する。
アイオワ州にもAFSのプログラムで受け入れを行っているハイスクールがある。

### 大学・短期大学

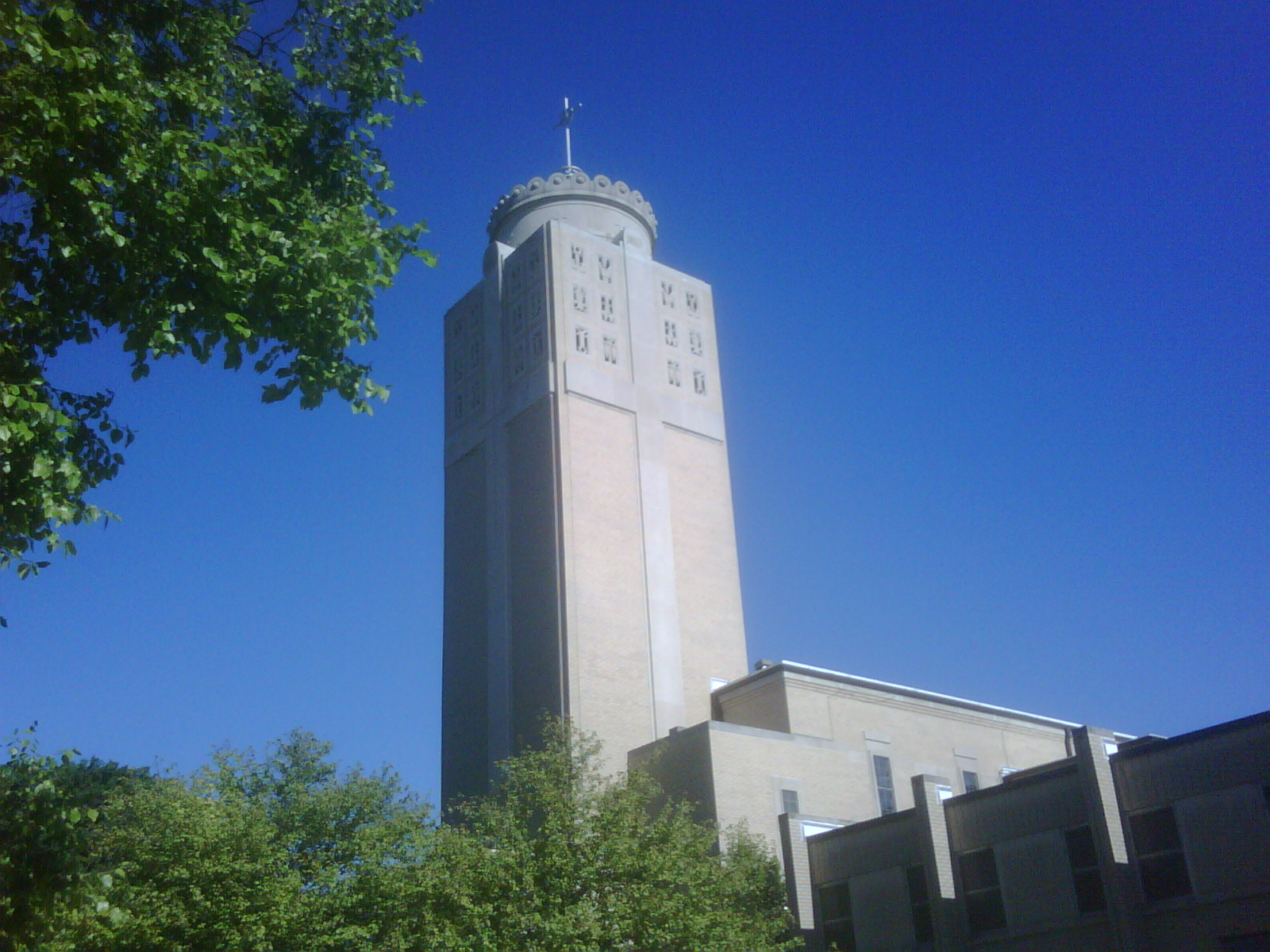
セントアンブローズ大学のクライスト・ザ・キング礼拝堂、ダベンポート市

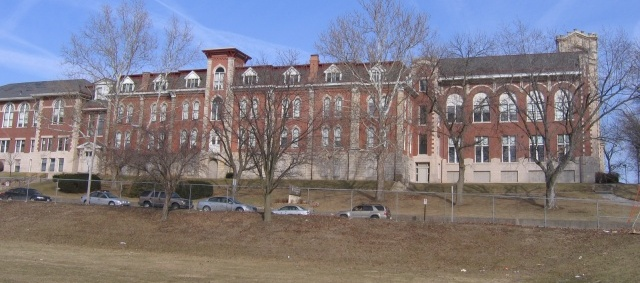
パーマー・カレッジ・オブ・カイロプラクティック、ダベンポート市、世界初のカイロプラクティック学校

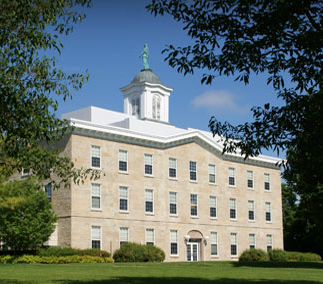
アッパー・アイオワ大学のアレクサンダー・ディックマン・ホール、ファイエット市

アイオワ州理事会は州知事に指名された9人のボランティア市民で構成され、州の公立大学、2つの特殊学校および付属施設の政策立案、調整、監視を行っている。
2つの特殊学校はカウンシルブラフス市にあるアイオワ視覚障害者学校と、ビントン市にあるアイオワ州ブライユ点字視力保存学校である。

#### 州立大学
- アイオワ州立大学[120]、エイムズ市
- アイオワ大学[121]、アイオワシティ市
- 北アイオワ大学[122]、シーダーフォールズ市

アイオワ州立大学とアイオワ大学はどちらも研究型大学であり、アメリカ大学協会加盟校である。

#### 私立大学
- Briar Cliff University
- Buena Vista University
- Central College
- Clarke College
- Coe College
- Cornell College
- Divine Word College
- Dordt College
- ドレイク大学
- Emmaus Bible College
- Faith Baptist Bible College
- Graceland University
- Grand View College
- グリネル大学
- Iowa Wesleyan College
- Loras College
- Luther College
- Maharishi University of Management
- Morningside College
- Mount Mercy College
- Northwestern College
- パーマー・カレッジ・オブ・カイロプラクティック
- Simpson College
- Saint Ambrose University
- The Franciscan University
- University of Dubuque
- アッパーアイオワ大学
- Vennard College
- Waldorf College
- Wartburg College
- William Penn University

#### コミュニティー・カレッジ
- Clinton Community College
- デモイン・エリア・コミュニティ・カレッジ（英語版）
- Ellsworth Community College
- Hawkeye Community College
- Indian Hills Community College
- Iowa Central Community College
- Iowa Lakes Community College
- Iowa Western Community College
- Kirkwood Community College
- Marshalltown Community College
- Muscatine Community College
- North Iowa Area Community College
- Northeast Iowa Community College
- Northwest Iowa Community College
- Scott Community College
- Southeastern Community College
- Southwestern Community College
- Western Iowa Community College

## スポーツチーム

### ベースボール

#### マイナーリーグ
- アイオワ・カブス（カブス傘下AAA級）
- シーダーラピッズ・カーネルズ（ツインズ傘下A+級）
- クアッドシティーズ・リバーバンディッツ（英語版）（ロイヤルズ傘下A+級）

#### 独立リーグ
- スーシティ・エクスプローラーズ（アメリカン・アソシエーション）

### ホッケー

#### マイナーリーグ
- アイオワ・スターズ
- シーダーラピッズ・ラフライダーズ
- ウォータールー・ブラックホークス
- デモイン・バッカニアーズ
- スーシティ・マスケッティアーズ

### サッカー
- デモイン・メナス

## 姉妹州
アイオワ州は8つの州（県）と公式の姉妹州を結んでいる。
- 河北省、中華人民共和国(1983年)
- スタヴロポリ地方、ロシア(1989年)
- 台湾省（中華民国）(1989年)
- トレンガヌ州、マレーシア(1987年)
- ヴェネト州、イタリア(1997年)
- 山梨県、日本(1960年)
- ユカタン州、メキシコ(1964年)
- チェルカースィ州、ウクライナ(1996年)

### 日本の姉妹都市
- (日本) - (州内)、年月日
- (新潟県新発田市) - (オレンジシティ市)、1995年6月20日
- (山梨県甲府市) - (デモイン市)、1958年8月16日
- (山梨県甲州市/旧・塩山市からの継続) - (エイムズ市)、1993年9月20日
- (山梨県南アルプス市) - (マーシャルタウン市、ウィンターセット市)、マーシャルタウン市は1993年10月20日、ウィンターセット市は1999年11月3日に締結。
- (山梨県甲斐市) - (キオカック市)、1998年10月19日
- (山梨県山梨市) - (スーシティ市)、2003年11月6日
- (山梨県市川三郷町) - (マスカティーン市)、1990年8月7日
- (熊本県玉名市) - (クラリンダ市)、1996年4月3日

## 州の象徴
- 愛称：鷹の目の州（The Hawkeye State）[124][125]
- 州の鳥：オウゴンヒワ[126]
- 州の花：ワイルドローズ[126]
- 州の草：ブルーバンチ・ウィートグラス[127]
- 州の木：オーク[126]
- 州のモットー：「我らの自由を尊び、我らの権利を保たん」（"Our liberties we prize and our rights we will maintain."）[126]
- 州の岩石:晶洞石（ジオード）[126]